# Liga Europa de la UEFA
La Liga Europa de la UEFA (en inglés y oficialmente, UEFA Europa League; UEL), conocida en sus orígenes como Copa de la UEFA (en inglés, UEFA Cup), es una competición continental de clubes. Es una de las tres competiciones que organiza la Unión de Federaciones Europeas de Fútbol (UEFA), junto con la Liga de Campeones y la Liga Conferencia. Está considerada la segunda más prestigiosa de Europa, tras la mencionada Liga de Campeones.
La competición se inauguró en la temporada 1971-72, como medida de expansión para los clubes que no tomaban parte en las competiciones vigentes, la Copa de Europa y la Recopa de Europa, reservadas a los campeones de cada país. Se tomó como referente en su constitución la Copa Internacional de Ciudades en Feria, competición ajena al organismo continental y que entonces dejó de existir. La temporada 1999-2000 reemplazó a la citada Recopa de Europa, que disputaban los campeones nacionales de copa, en una reestructuración de las competiciones continentales. Diez años después, en la temporada 2009-10, tomó su actual denominación tras integrar a la Copa Intertoto, un torneo estival clasificatorio para esta competición. Desde la edición 2014-15, su campeón obtiene plaza para disputar la siguiente edición de la Liga de Campeones.
El ganador de esta competición disputa la Supercopa de Europa ante el vencedor de la Liga de Campeones, derecho que antes tenía el vencedor de la Recopa. De la misma manera, a partir de la temporada 2023/24, el vencedor de esta competición disputa la UEFA-CONMEBOL Club Challenge contra el campeón de la Copa Sudamericana. El club con más títulos es el Sevilla F. C., con siete, que logró su séptimo título tras derrotar a la Roma en la tanda de penaltis. La Federación Española es la que más campeonatos ha logrado con catorce, seguida por Italia con diez, e Inglaterra con nueve. Han participado en esta competición un total de 972 equipos.

## Historia

### Inicios dominados por el norte de Europa (1971-81)
La UEFA creó en 1971 un tercer torneo continental para que los equipos no clasificados para la Copa de Europa ni la Recopa de Europa pudieran disputar partidos internacionales. Se denominó con un genérico Copa de la UEFA (en inglés: UEFA Cup). Compitieron en ella los 64 equipos mejor clasificados de las respectivas ligas nacionales que no hubieran obtenido acceso a las dos citadas competiciones, reservadas para los campeones nacionales de liga y de copa.
La competición tuvo como predecesora a la Copa Internacional de Ciudades en Feria, un torneo auspiciado por representantes de varias federaciones nacionales de fútbol que, desde 1955, disputaban como complemento a las competiciones UEFA aquellos equipos cuya ciudad albergaba una feria de muestras internacional. Así, participaban un selecto número de clubes y de selecciones de ciudades y alcanzó una notable proyección hasta reunir a 64 participantes en sus últimas ediciones. Debido a su repercusión, el entonces presidente del organismo continental, Artemio Franchi, decidió crear una nueva competición que agrupase a esos clubes sin representación UEFA para su proyección internacional.
Enfrentados en eliminatorias directas (con la regla del gol de visitante para dilucidar los posibles empates), comenzó su primera edición en septiembre de 1971 con los 64 equipos de 32 federaciones en una época en la que el fútbol europeo se encontraba dominado por el norte y el centro, y más concretamente por clubes ingleses, neerlandeses y alemanes. En la primera temporada llegaron a la final dos clubes de la misma federación, Inglaterra, circunstancia que se dio por primera vez en una competición europea. El Tottenham Hotspur y el Wolverhampton se enfrentaron a doble partido, como estaba establecido en las bases fundacionales. En el encuentro de ida los «Spurs» ganaron 1-2, lo que sumado al 1-1 en White Hart Lane les dio la victoria por un 3-2 global y alzar así el primer trofeo en disputa, merced sobre todo a las actuaciones durante el torneo del guardameta irlandés Pat Jennings, a la postre uno de los mejores jugadores de la historia del club londinense.

#### «Los Potros» de Mönchengladbach

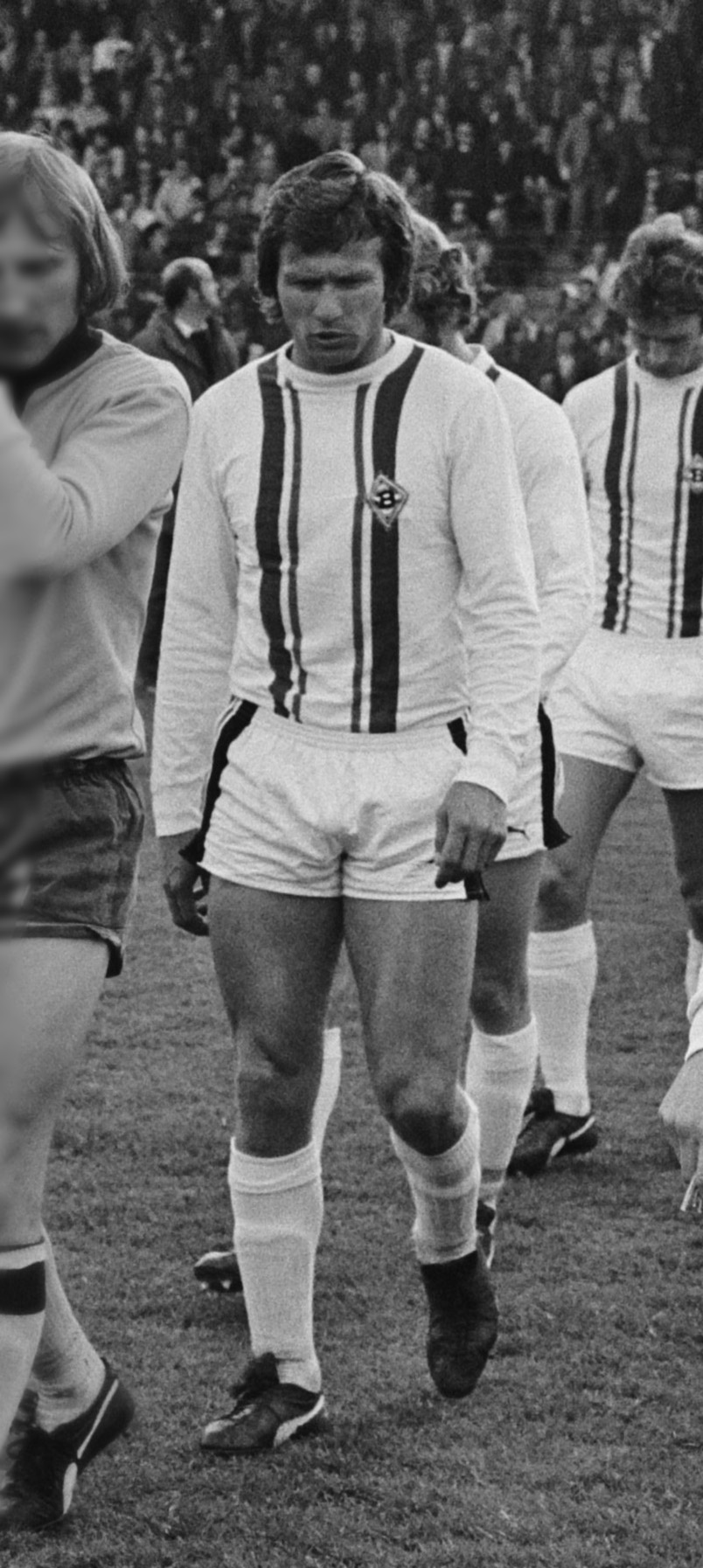
El alemán Jupp Heynckes, una de las primeras figuras del torneo.

En la edición siguiente, si bien fue nuevamente un club británico el que se alzó con la victoria, el Liverpool Football Club de Kevin Keegan y John Benjamin Toshack que estaba por marcar una época en el fútbol europeo, fue el comienzo del sobresaliente desarrollo del Borussia Mönchengladbach de Jupp Heynckes en la competición. Antes, los «reds» habían eliminado en semifinales a los vigentes campeones tras un empate global a dos goles merced a la regla del gol visitante. El juego de los alemanes, rápido, joven, dinámico y ofensivo que les hizo ser denominados en adelante como «Los Potros», no pudo remontar la final en el partido de vuelta finalizando con un 3-2 para los ingleses, pero sí les llevó a disputar cinco finales europeas en ocho años.
Con las ausencias de los dos finalistas en 1973-74 por disputar la Copa de Europa y la Recopa, fue el Feyenoord neerlandés quien conquistó la tercera copa en liza. Al igual que sucedió el año anterior, el vigente campeón no pudo defender el título, pero sí estuvo cerca de lograr el Tottenham Hotspur ser el primero en lograrlo dos veces al llegar a la final, pero un 4-2 en el marcador global privó al equipo inglés de tal posibilidad y pese a que la final no se decidió hasta el partido de vuelta disputado en Róterdam, con victoria local. Cabe señalar que la plantilla del vencedor aún figuraban algunos jugadores que habían conquistado la Copa de Europa de 1970. Las tres naciones, Inglaterra, Alemania y Países Bajos, se mostraron como dominadores en el inicio de la competición, y de nuevo al año siguiente se llegaba a otro destacado momento de la competición cuando el Borussia Mönchengladbach repetía presencia en la final, logrando esta vez sí el título. El grupo, en el que destacaban jugadores como Uli Stielike, Berti Vogts, Rainer Bonhof, Allan Simonsen o Henning Jensen, comandados por Jupp Heynckes tras la salida de Günter Netzer, referente del equipo, venció por un contundente 1-5 en el partido de vuelta frente al Twente en campo rival. Heynckes anotó tres goles en la final y sumó un total de once en la edición. Con la marcha de su entrenador Hennes Weisweiler rumbo a Barcelona, que parecía resentiría el juego de los teutones, no se vio, sin embargo, afectado con la llegada de Udo Lattek y terminó por convertirles en uno de los referentes de Europa, con permiso del Liverpool, que sería el máximo exponente en la época.
Fueron los de Merseyside los primeros en repetir título tras derrotar al Brujas por 3-2. Fue su segundo título continental, al que siguieron dos más de la Copa de Europa para una serie de tres consecutivos que le situaron como el mejor club del momento y como sucesor del Ajax y el Bayern Múnich, quien disputaba la supremacía alemana con el Borussia Mönchengladbach. Fueron curiosamente, Liverpool y Borussia Mönchengladbach quienes disputaron la final de la Copa de Europa de 1977, motivo quizá por el que la final de la Copa UEFA del mismo año fue la primera en la que dos equipos del sur de Europa consiguieron alcanzar la final.
Los italianos de la Juventus lograron así, y tras varios intentos, su primer título continental al derrotar a los españoles del Athletic Club. Los «bianconeri» ganaron en la ida con un solitario gol de Marco Tardelli, mientras que en el Estadio de San Mamés los vascos se impusieron de manera insuficiente por un 2-1 con goles de Ignacio Churruca y Carlos Ruiz, por la regla del gol visitante. Al Athletic, conformado con ilustres jugadores como José Ángel Iribar, José Ramón Alexanco, Txetxu Rojo, Javier Irureta o Dani Ruiz-Bazán, se le resistían las competiciones europeas pese a los éxitos en su país, situación que con el devenir de los años se convirtió en la gran espina del histórico club español. Los turineses contaban en sus filas con jugadores como Dino Zoff, Claudio Gentile, Gaetano Scirea y el propio Tardelli, que fueron la base de la selección italiana que logró la Copa Mundial de 1982.
Posteriormente, PSV Eindhoven, Eintracht Frankfurt e Ipswich Town lograron respectivamente un nuevo trofeo para las vitrinas de los Países Bajos, Alemania e Inglaterra, refrendando su autoridad en la década y en la competición. Sin embargo, fue el Borussia Mönchengladbach quien sobresalió nuevamente al conseguir su segundo título y perder un tercero frente a sus compatriotas de Frankfurt —subcampeones de la Copa de Europa de 1960—, y con lo que llegó a ser el primer club que accedía a una final como vigente campeón, y, por tanto, el que hasta la fecha estuvo más cerca de revalidar el título, ya con Heynckes como entrenador y con un joven Lothar Matthäus como líder del equipo. «Los potros» cerraban así la mejor etapa deportiva del club teutón que, sin embargo, aún gozó de resaltables momentos en la siguiente década. El Bastia francés y el Estrella Roja yugoslavo (es: Estrella Roja) fueron quienes consiguieron comparecer en la final de una competición que dominaban los ya tres citados territorios, que sumó al AZ Alkmaar como finalista.

### Del norte al sur (1980-88)

#### El Göteborg y el Madrid de la «Quinta de El Buitre»
El IFK Göteborg, comandado por Sven-Göran Eriksson, venció al Hmaburgo en los dos duelos disputados (1-0 en Suecia y 3-0 en Alemania) en la final de 1982.
El año siguiente, el propio Eriksson llegó a una final del torneo, aunque en esta vez lo hizo con el Benfica portugués. Por desgracia, los lusitanos cayeron en la final ante el Anderlecht de Bélgica (1-0 para los belgas en casa y 1-1 en Lisboa).
En 1984, con Enzo Scifo, Morten Olsen y Frank Vercauteren, el Anderlecht volvió a disputar la final, pero esta vez no pudo frente al Tottenham inglés. Pese a que en ambos partidos empataron a un gol, la tanda de penaltis decidió la consecución del trofeo. El 4-3 en los lanzamientos favoreció a los spurs, gracias a los fallos de Olsen y Arnór Gudjonsen.
Los dos años siguientes (1985 y 1986), el dominio en la competición recaló en el Real Madrid, que se convirtió así en el primer equipo en ganar dos años seguidos la Copa de la UEFA. En 1985, con Manuel Sanchís, Chendo, José Antonio Camacho, Míchel, Emilio Butragueño y el argentino Jorge Valdano, entre otros, conquistó el título tras derrotar al Videoton de Hungría por 0-3 en tierras húngaras en el partido de ida, aunque en el Santiago Bernabéu cayeron por 0-1 en la vuelta. La temporada posterior, de la mano del célebre delantero mexicano Hugo Sánchez, repitieron el éxito tras derrotar al Colonia alemán por 5-1 en la ida en el Santiago Bernabéu y luego ser derrotados por 2-0 en la vuelta en Alemania.
En 1987, el IFK Göteborg conquistó por segunda vez el torneo tras ganar al Dundee United escocés. Estos últimos llegaron a la final tras eliminar al Barcelona en cuartos de final y en semifinales al excampeón Borussia Mönchengladbach.
En 1988, el Bayer Leverkusen se proclamó campeón tras llegar a la tanda de penaltis ante el Espanyol, formado por Ernesto Valverde y Pichi Alonso entre otros, y con Javier Clemente como entrenador. La ida había acabado con triunfo perico por 3-0, mismo resultado que logró el club alemán en el duelo de vuelta en Leverkusen. La serie de lanzamientos de penalti finalizó con marcador de 3-2 favorable para los germanos, tras los fallos de Santiago Urquiaga, Manuel Zúñiga y Sebastián Losada.

### Italia, epicentro del fútbol europeo (1988-99)

#### La corriente de Maradona
En 1989, con el argentino Diego Maradona y los brasileños Alemão y Careca como figuras, el Napoli se hizo con el campeonato tras vencer al Stuttgart. Un 2-1 en Nápoles y un dramático empate a tres goles en el Neckarstadion fueron suficientes para que el equipo celeste se impusiera al conjunto alemán.
El dominio italiano en la Copa UEFA continuó dos años más, con la Juventus y el Inter de Milán. Los de Piamonte ganaron en 1990 en una final netamente italiana, ante la Fiorentina por 3-1, con presencia de Stefano Tacconi en la portería, Rui Barros en el mediocampo y Salvatore Schillaci y Pierluigi Casiraghi en la delantera. La vuelta acabó con empate sin goles en Avellino, pues el estadio de Florencia se encontraba sancionado y se tuvo que recurrir a la ciudad campana.
Al año siguiente, el Inter de Milán amplió el dominio italiano con su triunfo sobre la Roma, en otra final transalpina. El cuadro nerazurro tenía en sus filas a Walter Zenga, Giuseppe Bergomi (único campeón de la copa de la UEFA en tres ocasiones con un mismo club) y los alemanes campeones del mundo de 1990 Lothar Matthäus y Andreas Brehme. En Milán, los interistas ganaron por 2-0, y en la vuelta los romanos vencieron por un gol a cero.
En 1992, otro equipo italiano llegó a la final: el Torino. Sin embargo, los turineses solo lograron empatar en casa ante el Ajax (2-2), resultado que permaneció en el marcador global, lo que permitió a los neerlandeses conseguir la copa.
La Juventus volvió a reverdecer los laureles el año siguiente ante el Borussia Dortmund, en una final que el cuadro bianconero ganó en ambos partidos (1-3 en Alemania y un contundente 3-0 en Delle Alpi).
En 1994, el Inter de Milán volvió a conquistar el título con un doble 1-0 ante el Casino Salzburgo (actual Red Bull Salzburgo).
El Parma se convirtió en el nuevo campeón en 1995, tras vencer en el Stadio Ennio Tardini por un gol a cero a la Juventus. La vuelta, que terminó con empate a un gol, se disputó de forma curiosa en Milán.
En 1996, el Bayern Múnich se consagró con la corona tras derrotar al Girondins de Burdeos, club francés que tenía en sus filas a jugadores como los futuros campeones del mundo Bixente Lizarazu y el ganador de un Balón de oro, Zinedine Zidane. En Alemania, ganó el Bayern en la ida por 2-0, y en la vuelta en el Parc-Lescure de Burdeos por 1-3.
En la temporada siguiente 1996/97, fue otro club alemán el que ganó el título: el Schalke 04. Los mineros vencieron en el Parkstadion por 1-0 al Inter de Milán, y los lombardos empataron la final en la vuelta. Nuevamente, fueron los penaltis los que decidieron al ganador. El Schalke se hizo con la victoria, gracias a la intervención del portero Jens Lehmann.
Desde la campaña 1997/98, la final se disputa a un solo partido, en un estadio neutral que la UEFA decide antes del arranque del campeonato. Bajo este cambio, el Inter de Milán volvió a colarse en la final, contra la Lazio, siendo la cuarta final italiana de esta competición. El partido, disputado en el Parque de los Príncipes de París, se decantó del lado de los nerazurri, que vencieron al conjunto romano por 3-0, con goles de Iván Zamorano, Javier Zanetti y Ronaldo.
En la temporada 1998/99, el Parma regresó a una final de la UEFA con algunas de sus figuras, como Gianluigi Buffon en la portería; Lilian Thuram y Fabio Cannavaro en defensa; Dino Baggio y Juan Sebastián Verón en el centro del campo; y Hernán Crespo, Enrico Chiesa y Faustino Asprilla en ataque. El marcador final fue 3-0 ante el Olympique de Marsella, en el Estadio Olímpico Luzhniki de Moscú.

### La supremacía española (2000- Actualidad)
Con la integración en 1999, de Recopa de Europa en esta competición, los campeones nacionales de copa de cada país, pasaron a clasificarse para la Copa de la UEFA. También los terceros de cada grupo de la primera fase de la Liga de Campeones, pasan a disputar la tercera ronda de la Copa de la UEFA. Precisamente la final de la edición 1999/2000, se disputó entre dos conjuntos eliminados esa misma temporada de la máxima competición europea, el Arsenal inglés y el Galatasaray turco, en el Parken Stadion de Copenhague. Tras empatar sin goles los 90 minutos y el tiempo extra, la tanda de penaltis volvió a ser decisiva. Los turcos se impusieron por 4-1 y se convirtieron en el primer equipo de su país en ganar una competición europea.
En 2001 el Liverpool logró vencer en una agónica final al Deportivo Alavés español, club que se convirtió en la sensación del certamen. Los de Vitoria llegaban a la final, disputada en Dortmund, tras eliminar al Inter de Milán en octavos de final, en cuartos al Rayo Vallecano y en semifinales al Kaiserslautern. En la final, los ingleses ganaban por 3-1 en el primer tiempo, y en el segundo tiempo se produjo un empate a cuatro goles. Pero un autogol de Delfí Geli en contra de los vascos a tres minutos del final de la prórroga dejó al equipo español sin poder levantar el título.
En 2002, el Feyenoord regresaba a una final internacional después de 28 años. El 8 de mayo de ese año, los de Róterdam pudieron levantar el título continental ante el Borussia Dortmund, y lo hicieron en casa. El resultado final fue un 3-2 para los neerlandeses, que tenía en el plantel a Jon Dahl Tomasson y Robin van Persie como estrellas.
En 2003, el Porto ganaba su primer título internacional desde 1987, con un incipiente José Mourinho como entrenador. El 21 de mayo se impuso al Celtic, en la final disputada en el Estadio de La Cartuja de Sevilla por 3-2, tras el gol del brasileño Derlei anotado en el minuto 10 del segundo tiempo de la prórroga.
En 2004, el Valencia se proclamó campeón tras imponerse en la final del 19 de mayo en el Estadio Ullevi de Gotemburgo, al Olympique de Marsella por 2-0, con goles de Vicente y Mista. El entrenador valencianista Rafa Benítez, levantaría al año siguiente la Liga de Campeones con el Liverpool, emulando el doblete continental consecutivo de Mourinho en 2003 y 2004.

#### El Sevilla de Monchi y el Atlético del «cholismo»
En la temporada 2004/05, se introduce por primera vez en la historia de la competición, una fase de grupos previa a la fase de eliminatorias. La fase de grupos constaba de 40 equipos divididos en ocho grupos, con cinco integrantes por grupo. Los tres primeros se clasificaban automáticamente a la siguiente ronda, donde el primero de cada grupo jugaba contra un tercero de otro grupo —siempre y cuando no fueran del mismo país ni grupo—, y los segundos mejores jugaban ante los terceros de grupo de la primera fase de la Liga de Campeones. Bajo este nuevo formato, en la final disputada en el Estádio José Alvalade de Lisboa, el CSKA Moscú se impuso por 3-1 a un Sporting de Lisboa, que no pudo lograr en su propio estadio, un título europeo que se le resiste desde la Recopa de 1964.
En 2006, el Sevilla se alzó con el primero de sus siete títulos en esta competición, que le convierten en el club más laureado de este torneo. Los hispalenses, que celebraban ese año el centenario del club, se impusieron en la final disputada el 10 de mayo en el Philips Stadion de Eindhoven al Middlesbrough inglés, por un contundente 4-0, con dos goles de Maresca, uno de Luís Fabiano y otro de Kanouté.
En 2007, el Sevilla reeditaría título. En la primera final disputada por dos equipos españoles en la competición, y segunda en la historia de las competiciones continentales tras la de 2000 en Liga de Campeones, los sevillistas se alzaron con su segundo título consecutivo. La final, disputada el 16 de mayo de 2007 en el Hampden Park de Glasgow, enfrentó al Espanyol ante el Sevilla, siendo la segunda final de su historia para ambos clubes en esta competición. Los noventa minutos reglamentarios, concluyeron 1-1, con goles de Adriano para el Sevilla y de Riera para el Español. En los treinta minutos de prórroga, Kanouté para los hispalenses y Jônatas para los barceloneses, pusieron el empate 2-2 al final de los 120 minutos en la prórroga, y llevaron a la resolución del título en tanda de penaltis. El portero sevillista Palop (que marcó un gol decisivo en los octavos de final), detuvo tres lanzamientos, haciendo que el Sevilla se convirtiera en el segundo equipo en revalidar el título la temporada siguiente, tras los dos consecutivos del Real Madrid en 1985 y 1986.

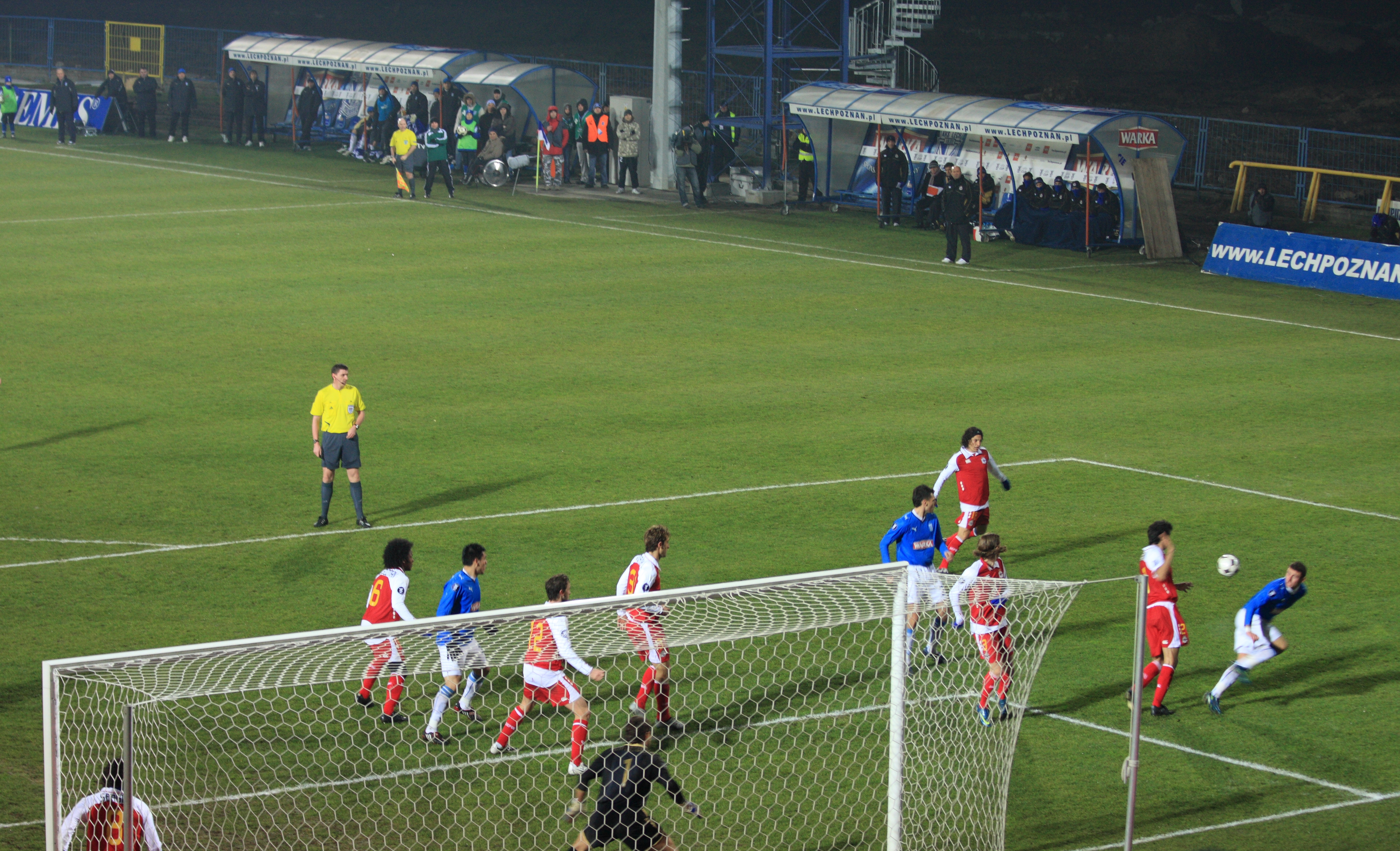
Partido de la Copa de la UEFA disputado entre el Lech Poznań y Deportivo La Coruña en 2008.

La sorpresa internacional volvió a instalarse en la campaña 2007/08, con el desconocido Zenit San Petersburgo, entrenado por Dick Advocaat, y que superó al Villarreal español en la ronda de dieciseisavos de final; al Olympique Marsella en octavos; en cuartos al Bayer Leverkusen y en semifinales al entonces favorito Bayern Múnich. Con un estilo de juego ofensivo y muy suspicaz, se metió en la final continental celebrada en Mánchester, ante el Rangers. Un 2-0 en los instantes finales del partido permitía a los rusos coronarse campeones continentales, siendo el segundo club de su país en ganar una competición de la UEFA.
La temporada 2008/09 puso fin a la Copa de la UEFA bajo esa denominación, ya que a partir de la temporada 2009/10 pasó a llamarse UEFA Europa League. El último partido disputado antes del cambio de formato fue la final celebrada entre el Shakhtar Donetsk y el Werder Bremen en el estadio Şükrü Saracoğlu de Estambul con resultado final de victoria por 2-1 para el conjunto ucraniano, siendo el primer triunfo de un equipo de su país tras la independencia del mismo.
La nueva década comenzó con la competición rebautizándose como «Liga Europa de la UEFA» y con una serie de cambios en la misma, los cuales incluyeron una primera fase de 12 grupos compuesta por 48 participantes. En la final, el Atlético de Madrid, equipo que accedió a los dieciseisavos tras conseguir el tercer puesto en la fase de grupos de la Liga de Campeones, se enfrentó a la revelación del torneo, un modesto Fulham que derrotó en su camino a equipos teóricamente superiores, como la Juventus o el Hamburgo. Los dos goles marcados por el delantero uruguayo Diego Forlán fueron claves para dar la victoria a los rojiblancos en un partido que se decidió en la prórroga tras terminar el tiempo reglamentario con empate a uno.
La temporada 2010/11 albergó una nueva final entre equipos de un mismo país, en esta ocasión portugueses. El Porto se proclamó campeón tras vencer en la final de Dublín al Sporting Braga, gracias al solitario gol de Radamel Falcao. El colombiano superó, con 17 tantos el récord del alemán Jürgen Klinsmann de goles marcados en una edición de la competición, mientras que el técnico de los Dragões, André Villas Boas, se convirtió con 33 años en el entrenador más joven en ganar un título de la UEFA.
Al año siguiente Falcao volvió a ser la estrella y máximo anotador de la competición en la temporada 2011/12, en esta ocasión en las filas del Atlético de Madrid. El conjunto colchonero se llevó el trofeo solo dos años después de su primer triunfo al golear al Athletic Club por 3-0 en la segunda final entre equipos españoles, tras una campaña en la que logró el récord de victorias consecutivas en competición europea, sumando doce triunfos consecutivos, uno más que Barcelona y Ajax, que tienen once victorias cada uno.
Al año siguiente la final tuvo lugar en el Ámsterdam Arena de los Países Bajos, donde el Chelsea ganó 2-1 al Benfica, con un gol de Branislav Ivanović en el último minuto del partido.

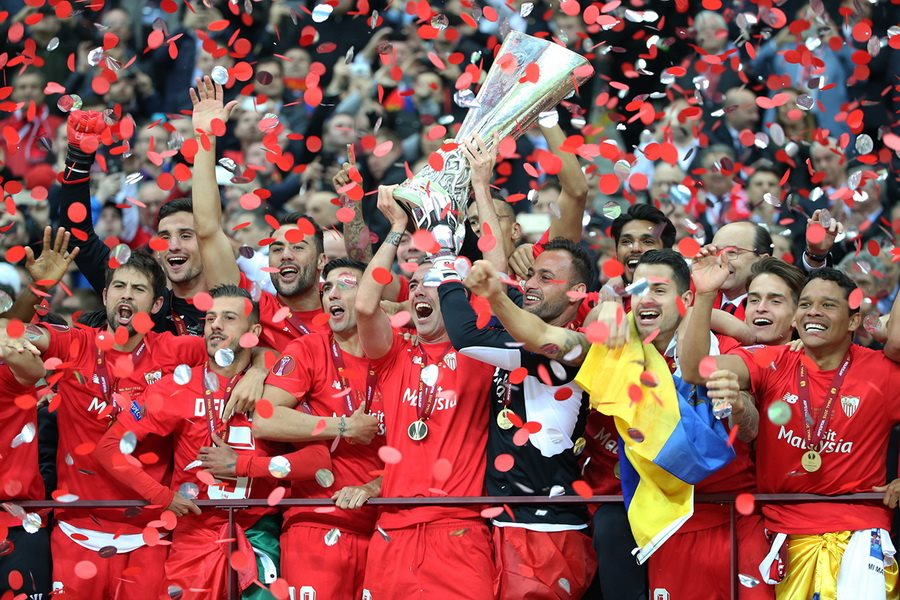
Los jugadores del Sevilla celebrando el campeonato de 2015. El club español es el más laureado de la competición con 7 títulos.

En 2014 la final se celebra en el Juventus Stadium de la ciudad de Turín, donde tras el 0-0 con que concluyen el partido y la prórroga, el Sevilla se proclama campeón por tercera vez, tras imponerse al Benfica en la tanda de penaltis (4-2), con goles de Carlos Bacca, Stéphane M'Bia, «Coke» Andújar, y Kevin Gameiro.
En 2015 la final se celebra en el Stadion Narodowy de Varsovia entre el Dnipro Dnipropetrovsk ucraniano y el campeón del año anterior, el Sevilla. El partido terminó 3-2 a favor del Sevilla. Los goles fueron marcados por el colombiano Carlos Bacca en dos ocasiones y otro de Grzegorz Krychowiak mientras que para el Dnipro marcaron Kalinic y Ruslan Rotan. Con esa victoria, el Sevilla se convirtió en el único equipo que ha ganado cuatro veces la Liga Europa, hito histórico.
El 18 de mayo de 2016 en el estadio St. Jakob Park, de Basilea, se disputó la final de la edición 2015/16, entre el Liverpool y el Sevilla El partido finalizó con el resultado de 3-1 a favor de los sevillistas, con remontada del gol inicial del Liverpool, anotado por Sturridge. Kevin Gameiro empató el partido al inicio de la segunda mitad, y posteriormente «Coke» Andújar marcó un doblete, aumentando así el número de trofeos sevillistas en esta competición, siendo el primer equipo en la historia de la Liga Europa, antigua Copa de la UEFA, que consigue 5 títulos, los 3 últimos de manera consecutiva.
El 24 de mayo de 2017 en el estadio Friends Arena, de Solna, Suecia, se disputó la final de la Liga Europa, entre el Manchester United y el Ajax. El partido finalizó con el resultado de 2-0 a favor del equipo inglés, los tantos fueron anotados por Paul Pogba y Henrij Mjitarián, obteniendo su primer título en esta competición.
El 16 de mayo de 2018 será recordado como el día en que el Atlético de Madrid obtuvo su tercera Europa League tras derrotar en la final por 3-0 al Olympique de Marsella en el Parc Olympique Lyonnais de Francia. Antoine Griezmann en dos oportunidades y Gabi Fernández fueron los autores de los goles «colchoneros».
El 29 de mayo de 2019 en el Estadio Olímpico de Bakú, de Azerbaiyán, se disputó la final de la Liga Europa, entre el Chelsea y el Arsenal El partido terminó 4-1 a favor del Chelsea, obteniendo así su segundo título en este torneo, en la primera final entre equipos de una misma ciudad, Londres.
El 21 de agosto del año siguiente tuvo lugar en la ciudad alemana de Colonia la final entre el Sevilla y el Inter de Milán, los dos clubes más laureados del torneo, en la que fue una temporada atípica debido a la pandemia global vírica del coronavirus-2 del síndrome respiratorio agudo grave que obligó a suspender y/o retrasar muchas competiciones deportivas. Tras la reanudación de la misma a partido único desde los cuartos de final, el conjunto español se proclamó vencedor por un resultado de 3-2, conquistando su sexto título en seis finales disputadas.

#### Villarreal, su primera vez y confirmación del dominio español
El 26 de mayo del 2021 la final tuvo lugar en el Arena Gdansk de Polonia en lo que supuso la vuelta del público (con aforo reducido) a la final del torneo. La misma tuvo como protagonistas al Villarreal de España y al Manchester United de Inglaterra, en la cual después de un empate 1-1 con gol del español Gerard Moreno (Villarreal) y el uruguayo Edinson Cavani (Manchester United) en el tiempo reglamentario y la prórroga se dio la tanda de penales más efectiva, la más larga en una final europea y la segunda más larga en la historia de cualquier competición UEFA. Luego de 22 lanzamientos efectuados el título quedó en manos del equipo español luego de que Gerónimo Rulli atajara el tiro final del también arquero David de Gea para un marcador final de 11-10. Esto supuso el primer título oficial en la historia del club (previamente fue campeón 2 veces de la Copa Intertoto de la UEFA) y la copa número 13 para el fútbol español, además que no perder ninguna final desde que el torneo se llama Liga Europa cuando un representante de ese país enfrentó a un equipo extranjero (en 2012 la final fue entre españoles).

#### Eintracht Fráncfort y 42 años de espera
El 18 de mayo de 2022 la final se jugó en el estadio Ramón Sánchez-Pizjuán en la ciudad de Sevilla entre el Eintracht Frankfurt alemán y el Rangers escocés, siendo así la primera vez donde equipos de dichas federaciones llegan a la final desde que la competición pasó a llamarse UEFA Europa League en su formato actual. Tanto el Eintracht como el Rangers llegaron a la final logrando actuaciones históricas eliminando a campeones europeos como el Barcelona y el Borussia Dortmund respectivamente. El encuentro terminó en empate 1-1 luego de 90 minutos con goles de Joe Aribo para el Rangers y de Rafael Santos Borré para el Eintracht Frankfurt, el empate continuó luego del tiempo extra y se definió en la tanda de penaltis donde Kevin Trapp sacó el tiro de Aaron Ramsey y el colombiano Rafael Borré marcó el penalti decisivo para darle al equipo alemán su segundo título de Europa League después de 42 años cuando la ganaron en 1980. Con este resultado, el Rangers perdió su segunda final de Europa League después de que en 2008 lo hiciera contra el Zenit San Petersburgo.
Para la edición 2023 la final enfrentó al Sevilla y la Roma, equipo que llegaba como vigente campeón de la recién creada Conference League. El encuentro jugado en Budapest se decanto por el lado del conjunto español tras un 1-1 en los 120 minutos y vencer 4-1 en la tanda de penales. De esta forma obtuvo su séptimo título alargando la distancia con sus perseguidores en el palmarés.
El 22 de mayo de 2024 la final jugada por segunda vez en el Dublín Arena Irlanda, enfrentó al Atalanta de Italia y el Bayer Leverkusen de Alemania. El encuentro mostraba expectación dado que el conjunto italiano dejó en el camino y de forma contundente al gran favorito del torneo, el Liverpool de Inglaterra, mientras el conjunto alemán llegaba con un impresionante invicto de 51 partidos y como flamantes campeones de la Bundesliga. El conjunto italiano goleó 3-0 con un triplete de Ademola Lookman, siendo el primer jugador en marcar un triplete en una final única de la competición, obteniendo su primer título internacional.

## Sistema de competición

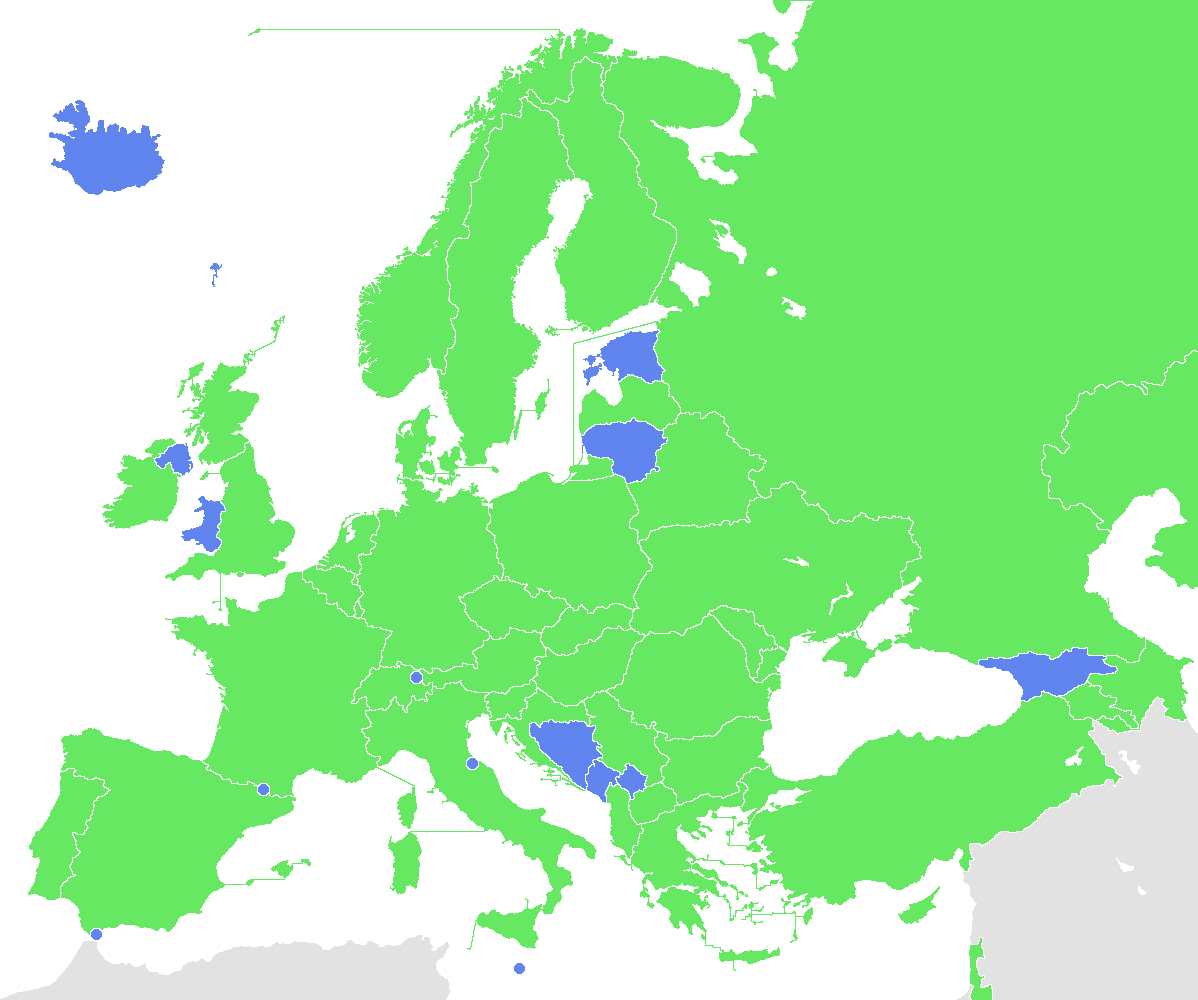
Un mapa de los países de la UEFA cuyos equipos alcanzaron la fase de grupos de la UEFA Europa League
País miembro de la UEFA que ha sido representado en la fase de grupos
País miembro de la UEFA que no ha sido representado en la fase de grupos

### Participantes y formato
Participan en este torneo 193 equipos: Los campeones de las competiciones de copa de cada país, los mejores clasificados de las distintas ligas que quedaron por detrás de aquellos que lo hicieron para la Liga de Campeones (Champions League) y algunos procedentes de distintas fases de la misma Liga de Campeones que resultaron eliminados. Además, se suman tres equipos más según el Ranking de Fair Play de la UEFA. Desde la temporada 1971/72 solo participaron 64 equipos a eliminación directa, antes de proceder con los distintos cambios en la competición.
- Desde la temporada 1997/98 la final se juega cada eliminatoria a un solo partido en campo neutral.
- Desde la temporada 1999/2000 se permite la participación de los distintos campeones de copa (tras la desaparición de la Recopa) y se incluyó a los mejores terceros de la Liga de Campeones.
- En la campaña 2004/05 se introdujo la fase de grupos, con 40 equipos divididos en ocho grupos.
- En la campaña 2009/10 aumentó el número de participantes de la fase grupal, llegando a 48 equipos divididos en doce grupos.
- En la temporada 2021/22 debido a la creación de la Liga Europa Conferencia de la UEFA, la fase de grupos se redujo de 48 a 32 equipos, con ocho grupos de cuatro equipos.

La Liga Europa de la UEFA desde la temporada 2021-22 hasta la 2023-24 constaba de cuatro rondas previas de eliminación directa (la última de ellas considerada como ronda de play-offs) y la propia Liga Europa de la UEFA en sí. Esta fase final del torneo se componía de una fase de grupos (ocho grupos de cuatro equipos cada uno) en la que cada club se enfrentaba a cada uno de sus tres rivales a doble vuelta (seis jornadas) y una serie de eliminatorias que comprendían desde los octavos de final, todas ellas a ida y vuelta excepto la final, que se disputaba a partido único en un estadio designado previamente por la UEFA.
En las eliminatorias directas a ida y vuelta cae eliminado aquel equipo que haya marcado menos goles tras los dos partidos. En caso de que ambos conjuntos hubieran conseguido el mismo número de tantos, se juega una prórroga compuesta de dos tiempos de 15 minutos cada uno al final del partido de vuelta. En el supuesto que al final de la prórroga se mantuviese la igualdad se recurriría, finalmente, a la tanda de penaltis.
Durante la fase de grupos cada victoria sumaba 3 puntos y cada empate, 1. Pasaban a la siguiente ronda los primeros de cada grupo, y los segundos se enfrentaban en una ronda eliminatoria adicional contra los 8 terceros de la Liga de Campeones de la UEFA. Los ganadores de esta ronda adicional eran los que, junto con los primeros de cada grupo, disputaban los octavos de final.
Si dos o más equipos contaban con el mismo número de puntos dentro del mismo grupo, los siguientes criterios determinaban el orden de clasificación (en orden descendente):
a) Mayor número de puntos obtenidos en los partidos del grupo jugados entre los equipos en cuestión;
b) Mayor diferencia de goles en los partidos del grupo jugados entre los equipos en cuestión;
c) Mayor número de goles marcados fuera de casa en los partidos del grupo jugados entre los equipos en cuestión;
d) Mayor diferencia de goles en todos los partidos del grupo;
e) Mayor número de goles marcados en todos los partidos del grupo;
f) Mejor coeficiente (conseguido a lo largo de los últimos 5 años en la Liga de Campeones y la Liga Europa).

#### Formato actual
Desde la temporada 2024-25 debido a la reestructuración de las tres competiciones de clubes de la UEFA, la fase de grupos fue reemplazada por una fase de liga en la que la cantidad de equipos aumentó de 32 a 36, ya no clasficarían equipos eliminados de la fase de liga de la Champions League y el formato de clasificación en base al ranking de los coeficientes UEFA hasta esa nueva fase empezó a ser el siguiente:
|                                             |                                             | Equipos que entran a esta ronda | Equipos que avanzan de la fase previa | Equipos transferidos de la Liga de Campeones |
| ------------------------------------------- | ------------------------------------------- | --- | --- | --- |
| Primera ronda de clasificación (18 equipos) | Primera ronda de clasificación (18 equipos) | - 18 ganadores de la copa nacional de las asociaciones 16 a 33 | | |
| Segunda ronda de clasificación (16 equipos) | Segunda ronda de clasificación (16 equipos) | - 6 equipos que quedaron terceros en la liga nacional de las asociaciones 7 a 12 - 1 equipo que ocupó el cuarto puesto en la liga nacional de la asociación 6                                     | - 9 ganadores de la primera ronda de clasificación                                                                                            | |
| Tercera ronda de clasificación              | Ruta de Campeones (12 equipos)              | | | - 12 perdedores de la Ruta de Campeones de la segunda fase clasificatoria para la Liga de Campeones |
| Tercera ronda de clasificación              | Ruta de Liga (14 equipos)                   | - 3 ganadores de la copa nacional de las asociaciones 13 a 15 | - 8 ganadores de la Ruta de Liga de la segunda ronda clasificatoria                                                                           | - 3 perdedores de la Ruta de Liga de la segunda fase de clasificación de la Champions League |
| Ronda de Play-Off (24 equipos)              | Ronda de Play-Off (24 equipos)              | - 5 ganadores de la copa nacional de las asociaciones 8 a 12 | - 6 ganadores de la Ruta de Campeones de la tercera ronda de clasificación - 7 ganadores de la Ruta de Liga de la tercera fase clasificatoria | - 6 perdedores de la Ruta de Campeones de la tercera ronda de clasificación para la Liga de Campeones |
| Fase de liga (36 equipos)                   | Fase de liga (36 equipos)                   | - El campeón de la Liga Conferencia de la UEFA - 7 ganadores de la copa nacional de las asociaciones 1 a 7 - 5 equipos que ocuparon el quinto lugar en la liga nacional de las asociaciones 1 a 5 | - 12 ganadores de la ronda de Play-Off | - 5 perdedores de la Ruta de Campeones de la ronda de Play-Off de la Champions League - 6 perdedores de la Ruta de Liga de la tercera fase clasificatoria de la Liga de Campeones y la ronda de Play-Off |

Comenzando la fase de liga cada equipo participante disputa 8 partidos contra ocho rivales distintos, los cuales son decididos mediante el sorteo de esta fase realizado en base a los cuatro bombos de clasificación determinados por el coeficiente UEFA de cada equipo, con cada club participante enfrentando a dos equipos de cada bombo, uno como visitante y otro como local.
Tras la finalización de la fase de liga (con cada club obteniendo tres puntos en cada victoria, uno en cada empate y cero en cada derrota como es tradicionalmente en el fútbol), los primeros ochos equipos con más puntos se califican inmediatamente a los octavos de final como cabezas de serie mientras que de los puestos noveno a vigésimo cuarto participan en el playoff que decide a los otros ocho equipos no cabezas de serie que disputarán la siguiente ronda Knockout, con el resto de puestos siendo totalmente eliminados de cualquier competición de la UEFA, al contrario del sistema de clasificación anterior donde el tercer puesto de cada grupo jugaba la Conference League. 
Después de los octavos de final, la competición sigue el formato tradicional de eliminatorias con cuartos de final, semifinales (ambas a doble partido) y, a continuación, la gran final (en una sede neutral elegida previamente).

### Trofeo y emblemas de campeón
El trofeo fue diseñado y creado por Milano Bertoni para la final de la primera edición de 1972. Su peso es de 15 kilos y es de plata sobre un pedestal de mármol amarillo con color cobre y detalles en verde. El Artículo 11.03 del reglamento actual de la competición, válido desde 2015, especifica: «Cualquier club que gane el trofeo tres veces consecutivas o cinco alternas recibe un reconocimiento especial.[cita requerida] Superado este ciclo de tres victorias sucesivas o cinco en total, el club en cuestión comienza un nuevo ciclo de cero». El único club que ha logrado dicho reconocimiento es el Sevilla tras ganar en 2014, 2015 y 2016.[cita requerida]

#### Emblemas de campeones
Desde el comienzo de la temporada 2018/19, y a semejanza de la Liga de Campeones, los clubes tienen derecho a portar en la manga izquierda de la camiseta la insignia de campeón múltiple (en inglés, multiple-winner badge). Para poder obtenerla deben ganar tres trofeos consecutivos o en su defecto cinco alternos. Tiene forma de óvalo en posición vertical con fondo plateado y contiene en su interior, en color blanco, el logo actual de la silueta del trofeo de la competición y el número de títulos conquistados por el club, con la tipografía oficial de UEFA.
La cuenta para recibir el distintivo no vuelve a comenzar cuando un equipo logra alguno de dichos ciclos, sino que se mantiene.
Un club recibió el emblema automáticamente en el año 2019 por los logros cosechados hasta entonces:
- Sevilla (emblema de 5 copas tras ganar las ediciones de 2006, 2007, 2014, 2015, 2016; agregándose posteriormente 2 más para portar un emblema de 7 copas tras las ediciones de 2020 y 2023).[33]

### Himno
El llamado «himno» de la Liga Europa de la UEFA, compuesto por Yohann Zveig, no posee letra y se le reconoce de tal manera por el presidente y los directivos de la competición. Se usa desde año 2009, cuando lo interpretó por primera vez la Orquesta de París.
A partir del año 2015 el himno cambió a uno muy distinto, compuesto por Michel Kadelbach, y cambió el logotipo. Aun así, para la edición 2018/19, MassiveMusic hizo nuevamente un «himno» distinto para seguir la nueva identidad visual de la Europa League, más dinámica y frenética.

## Historial
Para un mejor detalle de las finales véase Finalistas de la Liga Europa de la UEFA
Hasta la edición de 1996-97 la final se disputaba a doble partido. Desde entonces, a semejanza de la Liga de Campeones de la UEFA, se asignó una sede para un único partido final para decidir el título. Nombres y banderas según la época.
| Copa de la UEFA        | Copa de la UEFA                 | Copa de la UEFA         | Copa de la UEFA               | Copa de la UEFA | Copa de la UEFA |
| Temp.                  | Campeón                         | Resultado               | Subcampeón                    | Notas |                 |
| ---------------------- | ------------------------------- | ----------------------- | ----------------------------- | --- | --------------- |
| 1971-72                | Tottenham Hotspur F. C.         | 2 - 1, 1 - 1            | Wolverhampton Wanderers F. C. | Primera final entre equipos del mismo país y primer campeón invicto.                                                               |                 |
| 1972-73                | Liverpool F. C.                 | 3 - 0, 0 - 2            | Borussia Mönchengladbach      | |                 |
| 1973-74                | Feyenoord de Róterdam           | 2 - 2, 2 - 0            | Tottenham Hotspur F. C.       | |                 |
| 1974-75                | Borussia Mönchengladbach        | 0 - 0, 5 - 1            | F. C. Twente                  | |                 |
| 1975-76                | Liverpool F. C.                 | 3 - 2, 1 - 1            | Club Brujas                   | |                 |
| 1976-77                | Juventus F. C.                  | 1 - 0, 1 - 2 (v.)       | Athletic Club                 | Primera final resuelta por regla del gol visitante.                                                                                |                 |
| 1977-78                | P. S. V. Eindhoven              | 0 - 0, 3 - 0            | S. C. Bastia                  | |                 |
| 1978-79                | Borussia Mönchengladbach (2)    | 1 - 1, 1 - 0            | F. K. Estrella Roja           | |                 |
| 1979-80                | Eintracht Frankfurt e. V.       | 2 - 3, 1 - 0 (v.)       | Borussia Mönchengladbach      | Primera final entre equipos alemanes.                                                                                              |                 |
| 1980-81                | Ipswich Town F. C. (1)          | 3 - 0, 2 - 4            | A. Z. Alkmaar                 | |                 |
| 1981-82                | I. F. K. Göteborg               | 1 - 0, 3 - 0            | Hamburgo S. V.                | |                 |
| 1982-83                | R. S. C. Anderlecht (1)         | 1 - 0, 1 - 1            | S. L. Benfica                 | |                 |
| 1983-84                | Tottenham Hotspur F. C.         | 1 - 1, 1 - 1 (4-3 pen.) | R. S. C. Anderlecht           | Primera final entre campeones y decidida por lanzamientos de penalti.                                                              |                 |
| 1984-85                | Real Madrid C. F.               | 3 - 0, 0 - 1            | Videoton F. C.                | |                 |
| 1985-86                | Real Madrid C. F. (2)           | 5 - 1, 0 - 2            | F. C. Colonia                 | Primera defensa del título. |                 |
| 1986-87                | I. F. K. Göteborg (2)           | 1 - 0, 1 - 1            | Dundee United F. C.           | |                 |
| 1987-88                | Bayer 04 Leverkusen             | 0 - 3, 3 - 0 (3-2 pen.) | R. C. D. Espanyol             | |                 |
| 1988-89                | S. S. C. Napoli                 | 2 - 1, 3 - 3            | VfB Stuttgart                 | |                 |
| 1989-90                | Juventus F. C.                  | 3 - 1, 0 - 0            | A. C. F. Fiorentina           | Primera final entre equipos italianos.                                                                                             |                 |
| 1990-91                | F. C. Internazionale            | 2 - 0, 0 - 1            | A. S. Roma                    | Récord de campeonatos consecutivos de un mismo país.                                                                               |                 |
| 1991-92                | A. F. C. Ajax                   | 2 - 2, 0 - 0 (v.)       | Torino F. C.                  | |                 |
| 1992-93                | Juventus F. C. (3)              | 3 - 1, 3 - 0            | B. V. Borussia                | |                 |
| 1993-94                | F. C. Internazionale            | 1 - 0, 1 - 0            | S. V. Casino Salzburgo        | |                 |
| 1994-95                | Parma F. C.                     | 1 - 0, 1 - 1            | Juventus F. C.                | Récord de campeonatos consecutivos de un mismo país compartido.                                                                    |                 |
| 1995-96                | F. C. Bayern                    | 2 - 0, 3 - 1            | F. C. Girondins de Burdeos    | |                 |
| 1996-97                | F. C. Schalke 04                | 1 - 0, 0 - 1 (4-1 pen.) | F. C. Internazionale          | |                 |
| 1997-98                | F. C. Internazionale (3)        | 3 - 0                   | S. S. Lazio                   | Primera final a partido único. |                 |
| 1998-99                | Parma F. C. (2)                 | 3 - 0                   | Olympique de Marsella         | |                 |
| 1999-00                | Galatasaray S. K. (1)           | 0 - 0 (4 - 1 pen.)      | Arsenal F. C.                 | Desde esta temporada el torneo pasa a ser el 2º de importancia en UEFA debido a la desaparición de la Recopa de Europa de la UEFA. |                 |
| 2000-01                | Liverpool F. C. (3)             | 5 - 4 (pró.)            | Deportivo Alavés              | Primera final decidida en la prórroga. Final con más goles.                                                                        |                 |
| 2001-02                | Feyenoord de Róterdam (2)       | 3 - 2                   | B. V. Borussia                | Mayor espacio de tiempo entre dos títulos de un club. Campeón invicto.                                                             |                 |
| 2002-03                | F. C. Porto                     | 3 - 2 (pró.)            | Celtic F. C.                  | |                 |
| 2003-04                | Valencia C. F. (1)              | 2 - 0                   | Olympique de Marsella         | |                 |
| 2004-05                | P. F. C. CSKA Moscú (1)         | 3 - 1                   | Sporting C. P.                | |                 |
| 2005-06                | Sevilla F. C.                   | 4 - 0                   | Middlesbrough F. C.           | |                 |
| 2006-07                | Sevilla F. C.                   | 2 - 2 (3 - 1 pen.)      | R. C. D. Espanyol             | Primera final entre equipos españoles.                                                                                             |                 |
| 2007-08                | F. C. Zenit San Petersburgo (1) | 2 - 0                   | Rangers F. C.                 | |                 |
| 2008-09                | F. K. Shahktar Donetsk (1)      | 2 - 1 (pró.)            | S. V. Werder Bremen           | |                 |
| Liga Europa de la UEFA |                                 |                         |                               | |                 |
| 2009-10                | C. Atlético de Madrid           | 2 - 1 (pró.)            | Fulham F. C.                  | Reestructuración de la competición.                                                                                                |                 |
| 2010-11                | F. C. Porto (2)                 | 1 - 0                   | S. C. Braga                   | Primera final entre equipos portugueses.                                                                                           |                 |
| 2011-12                | C. Atlético de Madrid           | 3 - 0                   | Athletic Club                 | |                 |
| 2012-13                | Chelsea F. C.                   | 2 - 1                   | S. L. Benfica                 | |                 |
| 2013-14                | Sevilla F. C.                   | 0 - 0 (4 - 2 pen.)      | S. L. Benfica                 | Récord de finales perdidas. Primer equipo en perder finales seguidas.                                                              |                 |
| 2014-15                | Sevilla F. C.                   | 3 - 2                   | F. C. Dnipro Dnipropetrovsk   | |                 |
| 2015-16                | Sevilla F. C.                   | 3 - 1                   | Liverpool F. C.               | Récord en títulos consecutivos de un mismo club y de un mismo país (compartido).                                                   |                 |
| 2016-17                | Manchester United F. C. (1)     | 2 - 0                   | A. F. C. Ajax                 | |                 |
| 2017-18                | C. Atlético de Madrid (3)       | 3 - 0                   | Olympique de Marsella         | Récord de finales perdidas compartido.                                                                                             |                 |
| 2018-19                | Chelsea F. C. (2)               | 4 - 1                   | Arsenal F. C.                 | Primera final entre equipos de la misma ciudad. Campeón invicto.                                                                   |                 |
| 2019-20                | Sevilla F. C.                   | 3 - 2                   | F. C. Internazionale          | Formato eliminatorio acortado y restringido al público durante su disputa.                                                         |                 |
| 2020-21                | Villarreal C. F. (1)            | 1 - 1 (11 - 10 pen.)    | Manchester United F. C.       | Campeón invicto y tanda de penaltis más larga de la competición.                                                                   |                 |
| 2021-22                | Eintracht Frankfurt e. V. (2)   | 1 - 1 (5 - 4 pen.)      | Rangers F. C.                 | Cambio a formato actual. Se elimina regla del gol de visitante. Campeón invicto.                                                   |                 |
| 2022-23                | Sevilla F. C. (7)               | 1 - 1 (4 - 1 pen.)      | A. S. Roma                    | |                 |
| 2023-24                | Atalanta B. C. (1)              | 3 – 0                   | Bayer 04 Leverkusen           | |                 |
| 2024-25                | Tottenham Hotspur F. C. (3)     | 1 – 0                   | Manchester United F. C.       | Ampliación del formato a 36 equipos en liguilla.                                                                                   |                 |

Nota: pró. = Prórroga, pen. = Penaltis, des. = Partido de desempate.

## Palmarés
El equipo más laureado en la historia de la competición unificando Copa de la UEFA y UEFA Europa League es el Sevilla F. C. con siete títulos. 30 clubes entre todos los participantes históricos en la competición han conseguido proclamarse vencedores, mientras que 32 más para un total de 62 completan la lista de clubes con presencia en alguna final. Entre ellos, los clubes españoles dominan con diecinueve presencias. Los españoles además son los clubes que más títulos han logrado con catorce, y junto con alemanes, italianos e ingleses son quienes más clubes campeones distintos aportan con cinco cada uno. El futbolista con más Europa League es José Antonio Reyes, con 5.
| Equipo                        | Títulos | Subcampeonatos | Años campeón                             | Años subcampeón  |
| ----------------------------- | ------- | -------------- | ---------------------------------------- | ---------------- |
| Sevilla F. C.                 | 7       | –              | 2006, 2007, 2014, 2015, 2016, 2020, 2023 | -                |
| F. C. Internazionale          | 3       | 2              | 1991, 1994, 1998                         | 1997, 2020       |
| Juventus F. C.                | 3       | 1              | 1977, 1990, 1993                         | 1995             |
| Liverpool F. C.               | 3       | 1              | 1973, 1976, 2001                         | 2016             |
| Tottenham Hotspur F. C.       | 3       | 1              | 1972, 1984, 2025                         | 1974             |
| C. Atlético de Madrid         | 3       | –              | 2010, 2012, 2018                         | –                |
| Borussia Mönchengladbach      | 2       | 2              | 1975, 1979                               | 1973, 1980       |
| Real Madrid C. F.             | 2       | –              | 1985, 1986                               | –                |
| I. F. K. Göteborg             | 2       | –              | 1982, 1987                               | –                |
| Parma F. C.                   | 2       | –              | 1995, 1999                               | –                |
| Feyenoord de Róterdam         | 2       | –              | 1974, 2002                               | –                |
| F. C. Porto                   | 2       | –              | 2003, 2011                               | –                |
| Chelsea F. C.                 | 2       | –              | 2013, 2019                               | –                |
| Eintracht Frankfurt e. V.     | 2       | –              | 1980, 2022                               | –                |
| Manchester United F. C.       | 1       | 2              | 2017                                     | 2021, 2025       |
| R. S. C. Anderlecht           | 1       | 1              | 1983                                     | 1984             |
| A. F. C. Ajax                 | 1       | 1              | 1992                                     | 2017             |
| Bayer 04 Leverkusen           | 1       | 1              | 1988                                     | 2024             |
| P. S. V. Eindhoven            | 1       | –              | 1978                                     | –                |
| Ipswich Town F. C.            | 1       | –              | 1981                                     | –                |
| S. S. C. Napoli               | 1       | –              | 1989                                     | –                |
| F. C. Bayern                  | 1       | –              | 1996                                     | –                |
| F. C. Schalke 04              | 1       | –              | 1997                                     | –                |
| Galatasaray S. K.             | 1       | –              | 2000                                     | –                |
| Valencia C. F.                | 1       | –              | 2004                                     | –                |
| P. F. C. CSKA Moscú           | 1       | –              | 2005                                     | –                |
| F. C. Zenit San Petersburgo   | 1       | –              | 2008                                     | –                |
| F. K. Shakhtar Donetsk        | 1       | –              | 2009                                     | –                |
| Villarreal C. F.              | 1       | -              | 2021                                     | –                |
| Atalanta B. C.                | 1       | -              | 2024                                     | –                |
| S. L. Benfica                 | –       | 3              | –                                        | 1983, 2013, 2014 |
| Olympique de Marsella         | –       | 3              | –                                        | 1999, 2004, 2018 |
| Athletic Club                 | –       | 2              | –                                        | 1977, 2012       |
| R. C. D. Espanyol             | –       | 2              | –                                        | 1988, 2007       |
| B. V. Borussia                | –       | 2              | –                                        | 1993, 2002       |
| Arsenal F. C.                 | –       | 2              | –                                        | 2000, 2019       |
| Rangers F. C.                 | –       | 2              | –                                        | 2008, 2022       |
| A. S. Roma                    | –       | 2              | –                                        | 1991, 2023       |
| Wolverhampton Wanderers F. C. | –       | 1              | –                                        | 1972             |
| F. C. Twente                  | –       | 1              | –                                        | 1975             |
| Club Brujas                   | –       | 1              | –                                        | 1976             |
| S. C. Bastia                  | –       | 1              | –                                        | 1978             |
| F. K. Estrella Roja           | –       | 1              | –                                        | 1979             |
| A. Z. Alkmaar                 | –       | 1              | –                                        | 1981             |
| Hamburgo S. V.                | –       | 1              | –                                        | 1982             |
| Videoton F. C.                | –       | 1              | –                                        | 1985             |
| F. C. Colonia                 | –       | 1              | –                                        | 1986             |
| Dundee United F. C.           | –       | 1              | –                                        | 1987             |
| VfB Stuttgart                 | –       | 1              | –                                        | 1989             |
| A. C. F. Fiorentina           | –       | 1              | –                                        | 1990             |
| Torino F. C.                  | –       | 1              | –                                        | 1992             |
| S. V. Casino Salzburgo        | –       | 1              | –                                        | 1994             |
| F. C. Girondins de Burdeos    | –       | 1              | –                                        | 1996             |
| S. S. Lazio                   | –       | 1              | –                                        | 1998             |
| Deportivo Alavés              | –       | 1              | –                                        | 2001             |
| Celtic F. C.                  | –       | 1              | –                                        | 2003             |
| Sporting C. P.                | –       | 1              | –                                        | 2005             |
| Middlesbrough F. C.           | –       | 1              | –                                        | 2006             |
| S. V. Werder Bremen           | –       | 1              | –                                        | 2009             |
| Fulham F. C.                  | –       | 1              | –                                        | 2010             |
| S. C. Braga                   | –       | 1              | –                                        | 2011             |
| F. C. Dnipro Dnipropetrovsk   | –       | 1              | –                                        | 2015             |

### Títulos por país
| País         | Títulos | Subtítulos | Clubes campeones |
| ------------ | ------- | ---------- | --- |
| España       | 14      | 5          | Sevilla F. C. (7), C. Atlético de Madrid (3), Real Madrid C. F. (2), Valencia C. F. (1) y Villarreal C. F. (1)                |
| Inglaterra   | 10      | 9          | Liverpool F. C. (3), Tottenham Hotspur F. C. (3), Chelsea F. C. (2), Ipswich Town F. C. (1) y Manchester United F. C. (1)     |
| Italia       | 10      | 8          | Juventus F. C. (3), F. C. Internazionale (3), Parma F. C. (2) y S. S. C. Napoli (1) y Atalanta B. C. (1)                      |
| Alemania     | 7       | 9          | Borussia Mönchengladbach (2), Eintracht Frankfurt e. V. (2), Bayer 04 Leverkusen (1), F. C. Bayern (1) y F. C. Schalke 04 (1) |
| Países Bajos | 4       | 3          | Feyenoord de Róterdam (2), P. S. V. Eindhoven (1) y A. F. C. Ajax (1)                                                         |
| Portugal     | 2       | 5          | F. C. Porto |
| Rusia        | 2       | –          | P. F. C. CSKA Moscú y F. C. Zenit San Petersburgo                                                                             |
| Suecia       | 2       | –          | I. F. K. Göteborg |
| Bélgica      | 1       | 2          | R. S. C. Anderlecht |
| Ucrania      | 1       | 1          | F. K. Shakhtar Donetsk |
| Turquía      | 1       | –          | Galatasaray S. K. |
| Francia      | –       | 5          | - |
| Escocia      | –       | 4          | - |
| Hungría      | –       | 1          | - |
| Austria      | –       | 1          | - |
| Serbia       | –       | 1          | - |

## Estadísticas
Para un completo resumen estadístico de la competición véase Estadísticas de la Liga Europa de la UEFA

### Clasificación histórica
Los 238 puntos logrados por el Sporting de Lisboa le sitúan como líder la clasificación histórica de la competición entre los 1006 equipos que alguna vez han participado en la misma. 2 puntos por debajo se encuentra el segundo clasificado, el Tottenham Hotspur, a su vez con los mismos puntos que el tercero, el Inter de Milán.
| Pos | Club                    | Temp. | Puntos | PJ  | PG | PE | PP | Pts. x3 | Títulos | % Éxito 1 | % Éxito 2 |
| --- | ----------------------- | ----- | ------ | --- | -- | -- | -- | ------- | ------- | --------- | --------- |
| 1   | Sporting C. P.          | 36    | 238    | 203 | 95 | 48 | 60 | 333     | —       | 0         | 0         |
| 2   | Tottenham Hotspur F. C. | 17    | 236    | 168 | 98 | 40 | 30 | 334     | 2       | 5.56      | 17.65     |
| 3   | F. C. Internazionale    | 28    | 236    | 191 | 96 | 44 | 51 | 332     | 3       | 5.56      | 10.71     |
| 4   | A. S. Roma              | 21    | 234    | 186 | 97 | 40 | 49 | 331     | —       | 0         | 0         |
| 5   | P. S. V. Eindhoven      | 27    | 219    | 179 | 90 | 39 | 50 | 320     | 1       | 1.85      | 3.70      |
| 6   | Sevilla F. C.           | 17    | 217    | 158 | 92 | 33 | 33 | 309     | 7       | 12.96     | 41.18     |
| 7   | A. F. C. Ajax           | 31    | 209    | 177 | 89 | 31 | 57 | 318     | 1       | 1.85      | 3.23      |
| 8   | Club Brujas             | 32    | 200    | 182 | 79 | 42 | 61 | 279     | —       | 0         | 0         |
| 9   | R. S. C. Anderlecht     | 22    | 199    | 166 | 73 | 41 | 46 | 260     | 1       | 1.85      | 4.55      |
| 10  | S. S. Lazio             | 21    | 197    | 163 | 79 | 39 | 45 | 276     | —       | 0         | 0         |

### Tabla histórica de goleadores
Para un completo detalle véase Máximos goleadores de la Liga Europa de la UEFA.
El máximo goleador del torneo es el sueco Henrik Larsson con 40 goles, seguido del gabonés Pierre-Emerick Aubameyang, el neerlandés Klaas-Jan Huntelaar, los colombianos Alfredo Morelos y Radamel Falcao y el español Aritz Aduriz con 37, 34, 32, 31 y 31 goles, respectivamente, siendo además los únicos jugadores en sobrepasar la barrera de los treinta goles en la historia de la competición.
Además cabe destacar entre los máximos anotadores al alemán Jupp Heynckes por ser el jugador con mejor promedio anotador de la competición con 1.10 goles por partido, por delante del serbio Darko Kovačević con 1.00 de promedio y del citado Falcao quien posee un promedio de 0.89 goles por partido.
Nota: Contabilizados los partidos y goles en rondas previas. En negrita jugadores activos en Europa y club actual.
| \| Pos. \| Jugador \| G. \| P. J. \| Prom. \| Debut \| (Equipo debut) \| Otros clubes \| \| ---- \| ------------------------- \| -- \| ----- \| ----- \| ----------- \| -------------------------- \| ----------------------------------------------------------------------------------------------------------------------------------------- \| \| 1 \| Henrik Larsson \| 40 \| 56 \| 0.71 \| 1996-97 \| Feyenoord \| Celtic F. C., Helsingborgs I. F. \| \| 2 \| Pierre-Emerick Aubameyang \| 37 \| 68 \| 0.54 \| 2009-10 \| Lille O. S. C. \| Borussia Dortmund, Arsenal F. C., F. C. Barcelona, Olympique de Marsella \| \| 3 \| Klaas-Jan Huntelaar \| 34 \| 54 \| 0.63 \| 2004-05[39] \| S. C. Heerenveen \| A. F. C. Ajax, F. C. Gelsenkirchen-Schalke \| \| 4 \| Alfredo Morelos \| 32 \| 62 \| 0.52 \| 2016-17 \| HJK Helsinki \| Rangers F. C. \| \| 5 \| Radamel Falcao \| 31 \| 35 \| 0.89 \| 2010-11[40] \| F. C. Porto \| Atlético de Madrid, Galatasaray S. K. \| \| 6 \| Aritz Aduriz \| 31 \| 47 \| 0.66 \| 2011-12[41] \| Valencia C. F. \| Athletic Club \| \| 7 \| Dieter Müller \| 29 \| 36 \| 0.81 \| 1973-74 \| F. C. Köln \| VfB Stuttgart, F. C. Girondins de Bordeaux \| \| 8 \| Edin Džeko \| 28 \| 60 \| 0.47 \| 2003-04 \| F. K. Željezničar Sarajevo \| VfL Wolfsburgo, Manchester City F. C., A. S. Roma, Fenerbahçe S. K. \| \| 9 \| Romelu Lukaku \| 27 \| 46 \| 0.59 \| 2009-10 \| R. S. C. Anderlecht \| Everton F. C., F. C. Internazionale, A. S. Roma \| \| 10 \| Vágner Love \| 27 \| 44 \| 0.61 \| 2004-05[42] \| P. F. C. CSKA \| Beşiktaş J. K., F. C. Kairat Almaty \| \| 11 \| Shota Arveladze \| 27 \| 45 \| 0.60 \| 1994-95 \| S. K. Dinamo Tbilisi \| Trabzonspor Kulübü, A. F. C. Ajax, Rangers F. C., Alkmaar Zaanstreek \| \| 12 \| Bruno Fernandes \| 27 \| 56 \| 0.48 \| 2017-18 \| Sporting de Lisboa \| Manchester United F. C. \| \| 13 \| Alexandre Lacazette \| 27 \| 62 \| 0.44 \| 2012-13 \| Olympique de Lyon \| Arsenal F. C. \| \| 14 \| Munas Dabbur \| 26 \| 57 \| 0.46 \| 2011-12 \| Maccabi Tel Aviv F. C. \| Grasshopper Club Zúrich, Red Bull Salzburgo, Sevilla F. C., TSG 1899 Hoffenheim \| \| 15 \| Kevin Gameiro \| 26 \| 57 \| 0.46 \| 2005-06[43] \| R. C. Strasbourg \| París Saint-Germain F. C., Sevilla F. C., Atlético de Madrid, Valencia C. F. \| \| 16 \| Jermain Defoe \| 25 \| 41 \| 0.61 \| 2006-07[44] \| Tottenham Hotspur F. C. \| Portsmouth F. C., Rangers F. C. \| \| 17 \| Alessandro Altobelli \| 25 \| 57 \| 0.44 \| 1977-78 \| F. C. Internazionale \| Juventus F. C. \| \| 18 \| Mladen Petrić \| 25 \| 72 \| 0.35 \| 2001-02 \| Grasshopper-C. Z. \| F. C. Basel, Hamburger S. V., Panathinaikós A. O. \| \| \| Ricky van Wolfswinkel \| 24 \| 57 \| 0.42 \| 2010-11 \| F. C. Utrecht \| Sporting de Lisboa, A. S. Saint-Étienne, F. C. Basel, F. C. Twente \| \| \| Ivan Tričkovski \| 24 \| 66 \| 0.36 \| 2005-06[45] \| F. K. Vardar \| 6 clubesF. K. Rabotnički, F. K. Crvena Zvezda, A. P. O. Ellinon Lefkosías, Club Brugge K. V., Legia Warszawa S. A., A. E. Kítion Lárnakas \| Estadísticas actualizadas hasta el último partido jugado el 1 de mayo de 2025. |                           |    |       |       |         |                            | |
| Pos. | Jugador                   | G. | P. J. | Prom. | Debut   | (Equipo debut)             | Otros clubes |
| 1 | Henrik Larsson            | 40 | 56    | 0.71  | 1996-97 | Feyenoord                  | Celtic F. C., Helsingborgs I. F. |
| 2 | Pierre-Emerick Aubameyang | 37 | 68    | 0.54  | 2009-10 | Lille O. S. C.             | Borussia Dortmund, Arsenal F. C., F. C. Barcelona, Olympique de Marsella                                                                  |
| 3 | Klaas-Jan Huntelaar       | 34 | 54    | 0.63  | 2004-05 | S. C. Heerenveen           | A. F. C. Ajax, F. C. Gelsenkirchen-Schalke                                                                                                |
| 4 | Alfredo Morelos           | 32 | 62    | 0.52  | 2016-17 | HJK Helsinki               | Rangers F. C. |
| 5 | Radamel Falcao            | 31 | 35    | 0.89  | 2010-11 | F. C. Porto                | Atlético de Madrid, Galatasaray S. K. |
| 6 | Aritz Aduriz              | 31 | 47    | 0.66  | 2011-12 | Valencia C. F.             | Athletic Club |
| 7 | Dieter Müller             | 29 | 36    | 0.81  | 1973-74 | F. C. Köln                 | VfB Stuttgart, F. C. Girondins de Bordeaux                                                                                                |
| 8 | Edin Džeko                | 28 | 60    | 0.47  | 2003-04 | F. K. Željezničar Sarajevo | VfL Wolfsburgo, Manchester City F. C., A. S. Roma, Fenerbahçe S. K.                                                                       |
| 9 | Romelu Lukaku             | 27 | 46    | 0.59  | 2009-10 | R. S. C. Anderlecht        | Everton F. C., F. C. Internazionale, A. S. Roma                                                                                           |
| 10 | Vágner Love               | 27 | 44    | 0.61  | 2004-05 | P. F. C. CSKA              | Beşiktaş J. K., F. C. Kairat Almaty |
| 11 | Shota Arveladze           | 27 | 45    | 0.60  | 1994-95 | S. K. Dinamo Tbilisi       | Trabzonspor Kulübü, A. F. C. Ajax, Rangers F. C., Alkmaar Zaanstreek                                                                      |
| 12 | Bruno Fernandes           | 27 | 56    | 0.48  | 2017-18 | Sporting de Lisboa         | Manchester United F. C. |
| 13 | Alexandre Lacazette       | 27 | 62    | 0.44  | 2012-13 | Olympique de Lyon          | Arsenal F. C. |
| 14 | Munas Dabbur              | 26 | 57    | 0.46  | 2011-12 | Maccabi Tel Aviv F. C.     | Grasshopper Club Zúrich, Red Bull Salzburgo, Sevilla F. C., TSG 1899 Hoffenheim                                                           |
| 15 | Kevin Gameiro             | 26 | 57    | 0.46  | 2005-06 | R. C. Strasbourg           | París Saint-Germain F. C., Sevilla F. C., Atlético de Madrid, Valencia C. F.                                                              |
| 16 | Jermain Defoe             | 25 | 41    | 0.61  | 2006-07 | Tottenham Hotspur F. C.    | Portsmouth F. C., Rangers F. C. |
| 17 | Alessandro Altobelli      | 25 | 57    | 0.44  | 1977-78 | F. C. Internazionale       | Juventus F. C. |
| 18 | Mladen Petrić             | 25 | 72    | 0.35  | 2001-02 | Grasshopper-C. Z.          | F. C. Basel, Hamburger S. V., Panathinaikós A. O.                                                                                         |
| | Ricky van Wolfswinkel     | 24 | 57    | 0.42  | 2010-11 | F. C. Utrecht              | Sporting de Lisboa, A. S. Saint-Étienne, F. C. Basel, F. C. Twente                                                                        |
| | Ivan Tričkovski           | 24 | 66    | 0.36  | 2005-06 | F. K. Vardar               | 6 clubesF. K. Rabotnički, F. K. Crvena Zvezda, A. P. O. Ellinon Lefkosías, Club Brugge K. V., Legia Warszawa S. A., A. E. Kítion Lárnakas |

A continuación se ofrece un listado con los máximos goleadores de la fase eliminatoria de cruces de la Copa de la UEFA y la Liga Europa, suprimiendo los partidos y goles de las fases clasificatorias previas o preliminares y de las fases de grupos del nuevo formato.
| \| Pos. \| Nombre \| G (Final) \| PJ \| Prom. \| Debut \| Clubes \| \| ---------------------------------------- \| ------------------------- \| --------- \| -- \| ----- \| ----- \| ------------------------------------------------------------------------------------------------------------ \| \| 1 \| Radamel Falcao \| 20 (3) \| 19 \| 1.05 \| 2011 \| F. C. Porto (10), Atlético de Madrid (10) \| \| = \| Pierre-Emerick Aubameyang \| 20 (0) \| 41 \| 0.49 \| 2010 \| Lille O. S. C. (0), Borussia Dortmund (4), Arsenal F. C. (9), F. C. Barcelona (2), Olympique de Marsella (5) \| \| 3 \| Bruno Fernandes \| 19 (0) \| 32 \| 0.59 \| 2018 \| Sporting de Lisboa (4), Manchester United F. C. (15) \| \| = \| Alexandre Lacazette \| 19 (0) \| 35 \| 0.54 \| 2013 \| Olympique Lyonnais (9), Arsenal F. C. (10) \| \| = \| Kevin Gameiro \| 19 (1) \| 41 \| 0.46 \| 2006 \| R. C. Strasbourg (0), Sevilla F. C. (14), Atlético de Madrid (2), Valencia C. F. (3) \| \| 6 \| Romelu Lukaku \| 18 (1) \| 24 \| 0.75 \| 2010 \| R. S. C. Anderlecht (2), Everton F. C. (7), F. C. Internazionale (7), A. S. Roma (2) \| \| 7 \| Óscar Cardozo \| 17 (1) \| 36 \| 0.47 \| 2008 \| S. L. Benfica (17), Trabzonspor (0), Olympiakos F. C. (0) \| \| 8 \| Edin Džeko \| 13 (0) \| 31 \| 0.42 \| 2009 \| VfL Wolfsburgo (1), Manchester City F. C. (3), A. S. Roma (8), Fenerbahçe S. K. (1) \| \| 9 \| Fernando Torres \| 12 (1) \| 20 \| 0.60 \| 2010 \| Liverpool F. C. (4), Chelsea F. C. (6), Atlético de Madrid (2) \| \| Estadísticas hasta el 1 de mayo de 2025. \| \| \| \| \| \| \| |                           |           |    |       |       | |
| Pos. | Nombre                    | G (Final) | PJ | Prom. | Debut | Clubes |
| 1 | Radamel Falcao            | 20 (3)    | 19 | 1.05  | 2011  | F. C. Porto (10), Atlético de Madrid (10)                                                                    |
| = | Pierre-Emerick Aubameyang | 20 (0)    | 41 | 0.49  | 2010  | Lille O. S. C. (0), Borussia Dortmund (4), Arsenal F. C. (9), F. C. Barcelona (2), Olympique de Marsella (5) |
| 3 | Bruno Fernandes           | 19 (0)    | 32 | 0.59  | 2018  | Sporting de Lisboa (4), Manchester United F. C. (15)                                                         |
| = | Alexandre Lacazette       | 19 (0)    | 35 | 0.54  | 2013  | Olympique Lyonnais (9), Arsenal F. C. (10)                                                                   |
| = | Kevin Gameiro             | 19 (1)    | 41 | 0.46  | 2006  | R. C. Strasbourg (0), Sevilla F. C. (14), Atlético de Madrid (2), Valencia C. F. (3)                         |
| 6 | Romelu Lukaku             | 18 (1)    | 24 | 0.75  | 2010  | R. S. C. Anderlecht (2), Everton F. C. (7), F. C. Internazionale (7), A. S. Roma (2)                         |
| 7 | Óscar Cardozo             | 17 (1)    | 36 | 0.47  | 2008  | S. L. Benfica (17), Trabzonspor (0), Olympiakos F. C. (0)                                                    |
| 8 | Edin Džeko                | 13 (0)    | 31 | 0.42  | 2009  | VfL Wolfsburgo (1), Manchester City F. C. (3), A. S. Roma (8), Fenerbahçe S. K. (1)                          |
| 9 | Fernando Torres           | 12 (1)    | 20 | 0.60  | 2010  | Liverpool F. C. (4), Chelsea F. C. (6), Atlético de Madrid (2)                                               |
| Estadísticas hasta el 1 de mayo de 2025. |                           |           |    |       |       | |

### Jugadores con mayor cantidad de encuentros disputados
Para un completo detalle véase Jugadores con más presencias en la Liga Europa de la UEFA.
El italiano Giuseppe Bergomi es el jugador que más encuentros ha disputado de la competición con 96, seguido por los 90 de Frank Rost, siendo los únicos en haber disputado más de 90 partidos. Tras ellos se sitúan Bibras Natkho con 89 encuentros, Rui Patrício con 88, João Moutinho con 84, Dries Mertens y James Tavernier con 82, Aleksandar Dragović y Pepe Reina con 81, y Allan McGregor con 80, todos ellos en activo.
Los anteriores registros contabilizan las fases previas clasificatorias y bajo antiguo formato de la competición. Sin contabilizar dichos encuentros lidera la clasificación con 73 partidos el belga Dries Mertens, seguido por el portugués Rui Patrício con 69 partidos, y por delante del austriaco Aleksandar Dragović con 66, y el suizo Granit Xhaka con 63.
Nota: Contabilizados los partidos y goles en rondas previas. En negrita jugadores activos en la edición presente.
| \| Pos. \| Jugador \| P. J. \| Prev. \| Tit. \| Debut \| (Equipo debut) \| Otros clubes \| \| ---- \| ------------------------- \| ----- \| ----- \| ---- \| ----------- \| ------------------------- \| ---------------------------------------------------------------------------------------------------------------------- \| \| 1 \| Giuseppe Bergomi \| 96 \| \| 95 \| 1981-82[50] \| F. C. Internazionale \| \| \| 2 \| Frank Rost \| 90 \| \| 90 \| 1995-96[51] \| S. V. Werder \| F. C. Gelsenkirchen-Schalke, Hamburger S.V. \| \| 3 \| Bibras Natkho \| 89 \| 36 \| 66 \| 2006-07[52] \| Hapoel Tel Aviv F. C. \| F. K. Rubin Kazan, P. F. C. CSKA, Olympiakós Peiraiós, F. K. Partizan \| \| 4 \| Rui Patrício \| 88 \| 19 \| 88 \| 2007-08[53] \| Sporting C. P. \| Wolverhampton Wanderers F. C., A. S. Roma \| \| 5 \| João Moutinho \| 84 \| 32 \| 80 \| 2004-05[54] \| Sporting C. P. \| F. C. Porto, A. S. Monaco F. C., Wolverhampton Wanderers F. C., S. C. Braga \| \| 6 \| Dries Mertens \| 82 \| 9 \| 69 \| 2010-11 \| F. C. Utrecht \| PSV Eindhoven, S. S. C. Nápoles, Galatasaray S. K. \| \| = \| James Tavernier \| 82 \| 23 \| 78 \| 2012-13 \| Newcastle United F. C. \| Rangers F. C. \| \| 8 \| Aleksandar Dragović \| 81 \| 15 \| 77 \| 2008-09 \| FK Austria Viena \| F. C. Basilea, F. C. Dinamo de Kiev, Bayer Leverkusen, Estrella Roja de Belgrado \| \| = \| Pepe Reina \| 81 \| 35 \| 80 \| 2000-01[55] \| F. C. Barcelona \| Villarreal C. F., Liverpool F. C., S. S. C. Napoli, A. C. Milan \| \| 10 \| Allan McGregor \| 80 \| 39 \| 80 \| 2006-07 \| Glasgow Rangers \| Hull City A. F. C. \| \| 11 \| João Pereira \| 77 \| 41 \| 71 \| 2003-04[56] \| S. L. Benfica \| S. C. Braga, Sporting C. P., Valencia C. F., Trabzonspor P. F. T. \| \| 12 \| Dimitris Salpingidis \| 76 \| 41 \| 55 \| 1999-00[57] \| PAOK Salónica FC \| Panathinaikós A. O. \| \| 13 \| Jeremain Lens \| 75 \| 18 \| 62 \| 2006-07[58] \| Alkmaar Zaanstreek \| Philips S. V., F. K. Dynamo Kiev, Fenerbahçe S. K., Beşiktaş J. K. \| \| = \| Matheus Lima \| 75 \| 16 \| 75 \| 2015-16 \| S. C. Braga \| Ajax de Ámsterdam \| \| 15 \| Raúl García \| 74 \| 26 \| 56 \| 2005-06[59] \| C. A. Osasuna \| Atlético de Madrid, Athletic Club \| \| 16 \| Daniel Carriço \| 73 \| 12 \| 65 \| 2009-10[60] \| Sporting C. P. \| Sevilla F. C. \| \| = \| Mehmet Topal \| 73 \| 20 \| 64 \| 2000-01[61] \| Galatasaray S. K. \| Valencia C. F., Fenerbahçe S. K., İstanbul Başakşehir F. K. \| \| = \| Maksim Medvedev \| 73 \| 39 \| 67 \| 2009-10 \| Qarabağ F. K. \| \| \| 19 \| Mladen Petrić \| 72 \| \| 54 \| 2001-02[62] \| Grasshopper-Club Zúrich \| Fussballclub Basel, Panathinaikós A. O. \| \| 20 \| Andreas Ulmer \| 71 \| 10 \| 69 \| 2006-07[63] \| F. K. Austria Wien \| F. C. Red Bull Salzburg \| \| 21 \| Atiba Hutchinson \| 70 \| 24 \| 68 \| 2007-08[64] \| F. C. København \| Philips S. V., Beşiktaş J. K. \| \| = \| Martin Škrtel \| 70 \| 31 \| 65 \| 2004-05 \| Zenit de San Petersburgo \| Liverpool F. C., Fenerbahçe S. K., İstanbul Başakşehir \| \| 23 \| Walter Zenga \| 69 \| \| 69 \| 1983-84[65] \| F. C. Internazionale \| \| \| = \| Mario Sonnleitner \| 69 \| 28 \| 67 \| 2005-06[66] \| Grazer A. K. \| S. K. Sturm Graz, S. K. Rapid Wien \| \| = \| Jonas Svensson \| 69 \| 38 \| 66 \| 2011-12 \| Rosenborg Ballklub \| AZ Alkmaar, Beşiktaş J. K. \| \| = \| Óscar de Marcos \| 69 \| 15 \| 59 \| 2009-10 \| Athletic Club \| \| \| 27 \| Mike Jensen \| 68 \| 43 \| 58 \| 2006-07[67] \| Brøndbyernes I. F. \| Rosenborg Ballklub, A. P. O. Ellinon Lefkosías \| \| = \| Pierre-Emerick Aubameyang \| 68 \| 6 \| 53 \| 2009-10 \| Lille O. S. C. \| Borussia Dortmund, Arsenal F. C., F. C. Barcelona, Olympique de Marsella \| \| = \| Connor Goldson \| 68 \| 25 \| 68 \| 2018-19 \| Rangers F. C. \| \| \| = \| Ricardo Horta \| 68 \| 20 \| 60 \| 2016-17 \| S. C. Braga \| \| \| 31 \| Walid Badier \| 67 \| \| \| 1997-98[68] \| Hapoel Petah-Tikvah F. C. \| Maccabi Haifa F. C., Hapoel Tel-Aviv F. C. \| \| = \| Markel Susaeta \| 67 \| 16 \| 52 \| 2009-10[69] \| Athletic Club \| \| \| = \| Ivan Tričkovski \| 67 \| 48 \| 51 \| 2006-07 \| FK Vardar \| 6 clubesFK Rabotnički Skopje, Estrella Roja de Belgrado, APOEL de Nicosia, Club Brujas, Legia de Varsovia, AEK Larnaca \| \| = \| Taison \| 67 \| 8 \| 60 \| 2010-11 \| F. C. Metalist Járkov \| F. K. Shajtar Donetsk, PAOK de Salónica F. C. \| \| 35 \| Enzo Scifo \| 66 \| \| 58 \| 1983-84[70] \| R. S. C. Anderlecht \| 5 clubesF. C. Internazionale, F. C. Girondins des Bordeaux, A. J. Auxerroise, Torino Calcio, A. S. Monaco F. C. \| \| = \| Timmy Simons \| 66 \| \| 63 \| 2000-01[71] \| Club Brugge K. V. \| Philips S. V. \| \| = \| Stefan Ishizaki \| 66 \| \| \| 2000-01[72] \| Allmänna I. K. \| Vålerenga Fotball, I. F. Elfsborg \| \| = \| Rashad Sadygov \| 66 \| \| 65 \| 2001-02[73] \| Neftçi P. F. K. \| Kayseri S. K., Qarabağ F. K. \| \| = \| Jan Vertonghen \| 66 \| 6 \| 61 \| 2006-07 \| Ajax de Ámsterdam \| Tottenham Hotspur F. C., S. L. Benfica, R. S. C. Anderlecht \| \| = \| Nick Viergever \| 66 \| 19 \| \| 2010-11 \| AZ Alkmaar \| Ajax de Ámsterdam, P. S. V. Eindhoven, F. C. Utrecht \| Estadísticas actualizadas hasta el último partido jugado el 14 de agosto de 2025. |                           |       |       |      |         |                           | |
| Pos. | Jugador                   | P. J. | Prev. | Tit. | Debut   | (Equipo debut)            | Otros clubes |
| 1 | Giuseppe Bergomi          | 96    |       | 95   | 1981-82 | F. C. Internazionale      | |
| 2 | Frank Rost                | 90    |       | 90   | 1995-96 | S. V. Werder              | F. C. Gelsenkirchen-Schalke, Hamburger S.V.                                                                            |
| 3 | Bibras Natkho             | 89    | 36    | 66   | 2006-07 | Hapoel Tel Aviv F. C.     | F. K. Rubin Kazan, P. F. C. CSKA, Olympiakós Peiraiós, F. K. Partizan                                                  |
| 4 | Rui Patrício              | 88    | 19    | 88   | 2007-08 | Sporting C. P.            | Wolverhampton Wanderers F. C., A. S. Roma                                                                              |
| 5 | João Moutinho             | 84    | 32    | 80   | 2004-05 | Sporting C. P.            | F. C. Porto, A. S. Monaco F. C., Wolverhampton Wanderers F. C., S. C. Braga                                            |
| 6 | Dries Mertens             | 82    | 9     | 69   | 2010-11 | F. C. Utrecht             | PSV Eindhoven, S. S. C. Nápoles, Galatasaray S. K.                                                                     |
| = | James Tavernier           | 82    | 23    | 78   | 2012-13 | Newcastle United F. C.    | Rangers F. C. |
| 8 | Aleksandar Dragović       | 81    | 15    | 77   | 2008-09 | FK Austria Viena          | F. C. Basilea, F. C. Dinamo de Kiev, Bayer Leverkusen, Estrella Roja de Belgrado                                       |
| = | Pepe Reina                | 81    | 35    | 80   | 2000-01 | F. C. Barcelona           | Villarreal C. F., Liverpool F. C., S. S. C. Napoli, A. C. Milan                                                        |
| 10 | Allan McGregor            | 80    | 39    | 80   | 2006-07 | Glasgow Rangers           | Hull City A. F. C. |
| 11 | João Pereira              | 77    | 41    | 71   | 2003-04 | S. L. Benfica             | S. C. Braga, Sporting C. P., Valencia C. F., Trabzonspor P. F. T.                                                      |
| 12 | Dimitris Salpingidis      | 76    | 41    | 55   | 1999-00 | PAOK Salónica FC          | Panathinaikós A. O. |
| 13 | Jeremain Lens             | 75    | 18    | 62   | 2006-07 | Alkmaar Zaanstreek        | Philips S. V., F. K. Dynamo Kiev, Fenerbahçe S. K., Beşiktaş J. K.                                                     |
| = | Matheus Lima              | 75    | 16    | 75   | 2015-16 | S. C. Braga               | Ajax de Ámsterdam |
| 15 | Raúl García               | 74    | 26    | 56   | 2005-06 | C. A. Osasuna             | Atlético de Madrid, Athletic Club                                                                                      |
| 16 | Daniel Carriço            | 73    | 12    | 65   | 2009-10 | Sporting C. P.            | Sevilla F. C. |
| = | Mehmet Topal              | 73    | 20    | 64   | 2000-01 | Galatasaray S. K.         | Valencia C. F., Fenerbahçe S. K., İstanbul Başakşehir F. K.                                                            |
| = | Maksim Medvedev           | 73    | 39    | 67   | 2009-10 | Qarabağ F. K.             | |
| 19 | Mladen Petrić             | 72    |       | 54   | 2001-02 | Grasshopper-Club Zúrich   | Fussballclub Basel, Panathinaikós A. O.                                                                                |
| 20 | Andreas Ulmer             | 71    | 10    | 69   | 2006-07 | F. K. Austria Wien        | F. C. Red Bull Salzburg                                                                                                |
| 21 | Atiba Hutchinson          | 70    | 24    | 68   | 2007-08 | F. C. København           | Philips S. V., Beşiktaş J. K.                                                                                          |
| = | Martin Škrtel             | 70    | 31    | 65   | 2004-05 | Zenit de San Petersburgo  | Liverpool F. C., Fenerbahçe S. K., İstanbul Başakşehir                                                                 |
| 23 | Walter Zenga              | 69    |       | 69   | 1983-84 | F. C. Internazionale      | |
| = | Mario Sonnleitner         | 69    | 28    | 67   | 2005-06 | Grazer A. K.              | S. K. Sturm Graz, S. K. Rapid Wien                                                                                     |
| = | Jonas Svensson            | 69    | 38    | 66   | 2011-12 | Rosenborg Ballklub        | AZ Alkmaar, Beşiktaş J. K.                                                                                             |
| = | Óscar de Marcos           | 69    | 15    | 59   | 2009-10 | Athletic Club             | |
| 27 | Mike Jensen               | 68    | 43    | 58   | 2006-07 | Brøndbyernes I. F.        | Rosenborg Ballklub, A. P. O. Ellinon Lefkosías                                                                         |
| = | Pierre-Emerick Aubameyang | 68    | 6     | 53   | 2009-10 | Lille O. S. C.            | Borussia Dortmund, Arsenal F. C., F. C. Barcelona, Olympique de Marsella                                               |
| = | Connor Goldson            | 68    | 25    | 68   | 2018-19 | Rangers F. C.             | |
| = | Ricardo Horta             | 68    | 20    | 60   | 2016-17 | S. C. Braga               | |
| 31 | Walid Badier              | 67    |       |      | 1997-98 | Hapoel Petah-Tikvah F. C. | Maccabi Haifa F. C., Hapoel Tel-Aviv F. C.                                                                             |
| = | Markel Susaeta            | 67    | 16    | 52   | 2009-10 | Athletic Club             | |
| = | Ivan Tričkovski           | 67    | 48    | 51   | 2006-07 | FK Vardar                 | 6 clubesFK Rabotnički Skopje, Estrella Roja de Belgrado, APOEL de Nicosia, Club Brujas, Legia de Varsovia, AEK Larnaca |
| = | Taison                    | 67    | 8     | 60   | 2010-11 | F. C. Metalist Járkov     | F. K. Shajtar Donetsk, PAOK de Salónica F. C.                                                                          |
| 35 | Enzo Scifo                | 66    |       | 58   | 1983-84 | R. S. C. Anderlecht       | 5 clubesF. C. Internazionale, F. C. Girondins des Bordeaux, A. J. Auxerroise, Torino Calcio, A. S. Monaco F. C.        |
| = | Timmy Simons              | 66    |       | 63   | 2000-01 | Club Brugge K. V.         | Philips S. V. |
| = | Stefan Ishizaki           | 66    |       |      | 2000-01 | Allmänna I. K.            | Vålerenga Fotball, I. F. Elfsborg                                                                                      |
| = | Rashad Sadygov            | 66    |       | 65   | 2001-02 | Neftçi P. F. K.           | Kayseri S. K., Qarabağ F. K.                                                                                           |
| = | Jan Vertonghen            | 66    | 6     | 61   | 2006-07 | Ajax de Ámsterdam         | Tottenham Hotspur F. C., S. L. Benfica, R. S. C. Anderlecht                                                            |
| = | Nick Viergever            | 66    | 19    |      | 2010-11 | AZ Alkmaar                | Ajax de Ámsterdam, P. S. V. Eindhoven, F. C. Utrecht                                                                   |

### Otros datos estadísticos[74]
- Mayor goleada global:  Feyenoord 21–0  US Rumelange (9-0 y 12-0) en 1972-73.
- Mayor goleada:  A. F. C. Ajax 14–0  FA Red Boys Differdange en 1984-85.
- Final con más goles:  Liverpool F. C. 5–4  Deportivo Alavés (9 goles) en 2000-01.
- Mayor cantidad de goles en una sola edición del torneo:  Radamel Falcao del F. C. Porto con 17 goles en 2010-11.[75]
- Mayor número de goles anotados por un jugador en un partido:
6 goles.  Eldar Hadžimehmedović, del FC Lyn Oslo, contra el NSÍ Runavík en 2003-04, el 28 de agosto de 2003.
5 goles.  Aritz Aduriz, del Athletic Club, contra el KRC Genk en 2016-17, el 3 de noviembre de 2016.
- Jugador con más títulos conseguidos: 5 títulos.  José Antonio Reyes ganó 2 títulos con C. Atlético de Madrid y 3 títulos con Sevilla F. C.[76]
- Jugador con más títulos conseguidos en el mismo equipo: 4 títulos.  Daniel Carriço y  Jesús Navas ganaron 4 títulos con el Sevilla.
- Entrenador con más títulos: Unai Emery con 4.[77]
- Mayores goleadas en una final:
  -  Borussia Mönchengladbach 5–1  F. C. Twente en 1974-75.
  -  Real Madrid C. F. 5–1  F. C. Colonia en 1985-86.
  -  Sevilla F. C. 4–0  Middlesbrough F. C. en 2005-06.

- Campeones invictos: 9
9 clubes han ganado el torneo como invictos.
  -  Tottenham Hotspur F. C. en 1971-72.
  -  Borussia Mönchengladbach en 1978-79.
  -  I. F. K Göteborg en 1981-82 y 1986-87.
  -  A. F. C. Ajax en 1991-92.
  -  Galatasaray S. K. en 1999-2000.
  -  Feyenoord de Róterdam en 2001-02.
  -  Chelsea F. C. en 2018-19.
  -  Villarreal C. F. en 2020-21.
  -  Eintracht Frankfurt e. V. en 2021-22.

- Campeones consecutivos: 
  - Bicampeonatos
    -  Real Madrid C. F. en 1984-85 y 1985-86.
    -  Sevilla F. C. en 2005-06 y 2006-07.

  - Tricampeonatos
    -  Sevilla F. C. en 2013-14, 2014-15 y 2015-16.

## Economía y finanzas
Los equipos que participen en la primera fase de la competición reciben 120 000 euros, los que lo hagan en la segunda 130 000 y los que lo haga en la tercera 140 000. En fase de grupo se recibe una cantidad fija de 1,3 millones de euros, por cada victoria se le sumarán 200 000 euros y por empate 100 000 en caso de quedar primero de grupo recibirá 400 000 y segundo 200 000. En caso de alcanzar octavos 350 000, a cuartos 450 000, semifinalista 1 millón, finalista 2,5 y campeón 5. Hay un tope máximo de 9,9 millones a los que habrá que sumar la cuota de mercado.

## Patrocinadores
La UEFA Europa League está patrocinada por siete corporaciones multinacionales, que comparten los mismos socios con la UEFA Europa Conference League.
Los principales patrocinadores del torneo para el ciclo 2021-24 son:
- Heineken NV
  - Heineken – Heineken 0.0[79] (excepto Albania, Azerbaiyán, Bosnia y Herzegovina, Francia, Kazajistán, Kosovo y Noruega)
- Just Eat Takeaway[80]
  - 10bis (solo Israel)
  - Bistró (solo Eslovaquia)
  - Just Eat (Dinamarca, Francia, Irlanda, Italia, España, Suiza y el Reino Unido solamente)
  - Lieferando (solo Alemania y Austria)
  - Grubhub (Estados Unidos solamente)
  - SkipTheDishes (solo Canadá)
  - Pyszne (solo Polonia)
  - Comida para llevar (Bélgica, Bulgaria, Luxemburgo y Rumanía solamente)
  - Thuisbezorgd (solo Países Bajos)
- Hankook Tire[81]
  - Laufenn
- Engelbert Strauss[82]
- Enterprise Rent-A-Car
- Swissquote[83]
- Betano (excepto Albania, Azerbaiyán, Bosnia y Herzegovina, Kazajistán, Kosovo y Turquía)[84]
  - en Grecia y Chipre, Betano opera bajo el nombre de Stoiximan
- FlixBus
- Lidl
- Socios.com (solo en Estados Unidos)[85]

Molten es un patrocinador secundario y suministra el balón oficial del partido. Desde el inicio de la marca Europa League, el torneo ha utilizado sus propias vallas publicitarias (en ese año debutó en los dieciseisavos de final) como la UEFA Champions League. Las vallas led hicieron su debut en la final de 2012-13 y aparecerían en la temporada 2015-16 a partir de los octavos de final; en la misma temporada, a partir de la fase de grupos, los equipos no pueden mostrar sus patrocinadores. Aparecería en la temporada 2018-19 para partidos seleccionados en la fase de grupos y los dieciseisavos de final.
Los clubes individuales pueden usar camisetas con publicidad, incluso si dichos patrocinadores entran en conflicto con los de la Europa Conference League. Sin embargo, solo se permiten dos patrocinios por camiseta (más el del fabricante), en el pecho y en la manga izquierda. Se hacen excepciones para las organizaciones sin fines de lucro, que pueden aparecer en la parte delantera de la camiseta, incorporado con el patrocinador principal, o en la parte posterior, ya sea debajo del número de equipo o entre el nombre del jugador y el cuello.